# Liste de prénoms basques
Les prénoms basques sont depuis les trois ou quatre dernières décennies un référent socio-culturel spontané d'affirmation de soi du concept basque. Selon José María Satrústegi, « l'adoption du nom autochtone pour désigner le nouveau-né a progressivement reçu un accueil populaire de la part des parents partisans d’un prénom court et désireux, surtout, de nouveautés inédites ou peu connues dans les registres officiels ».

## Académie de la langue basque
La Nomenclátor onomástico vasco / Liste des prénoms basques en 1983 a été à l'origine d'une prolifération incontrôlée de publications, dépourvues de rigueur. Selon l'Académie de la langue basque ou Euskaltzaindia, cela créa un climat inutile de confusion qui transgresse les normes légales. La commission d'onomastique de l'Académie a donc repris l'initiative de présenter une édition officielle actualisée du Diccionario de los nombres de pila – Euskal Izendegia ( Dictionnaire des prénoms) avec pour objectif principal de corriger les erreurs, à reconduire les déviations, en assurant l'application correcte des prénoms et également en élargissant le nombre.
- Haut – A
- B
- C
- D
- E
- F
- G
- H
- I
- J
- K
- L
- M
- N
- O
- P
- Q
- R
- S
- T
- U
- V
- W
- X
- Y
- Z

Voici une liste de prénoms basques selon l'Académie de la langue basque (3 134 prénoms).
Il existe cependant une tradition selon laquelle un même prénom est utilisé pour les deux sexes avec comme seul changement celui de la terminaison générique. Dans des cas semblables, la tendance traditionnelle a été appliquée le –a final pour caractériser le prénom féminin, comme le proposa Koldo Mitxelena.
(m) masculin
(f) féminin
(x) Prénom : équivalent français (fr), équivalent espagnol (es)
Les prénoms d'origine basque avec une graphie française comme Maïté ou espagnole comme Pascoal ne sont pas dans cette liste. On les trouve seulement sous la graphie basque.
- (f) Maite : Amada (es)
- :(m) Paskoal : Pascal (fr), Pascual (es)

## A
(m) Abaigar
(m) Abain
(f) Abantza
(m) Abar : Ramos (es)
(f) Abarne : Ramos (es)
(m) Abas : Abas (fr), Abas (es)
(m) Abauntz
(f) Abauntza
(m) Abel : Abel (fr), Abel (es)
(m) Abelin : Avelino (es)
(f) Abeliñe : Avelina (es), Aveline (fr)
(f) Abene : Pilar (es)
(m) Aberri
(f) Aberria
(f) Abesti
(f) Abieta
(f) Abitza
(m) Abitzu
(m) Abodi
(m) Abraham : Abraham (fr), Abrahán (es)
(m) Adam : Adam (fr), Adán (es)
(m) Adame : Adam (fr), Adán (es)
(f) Adartza
(f) Adats
(m) Adei
(f) Adela : Adela (es), Adèle (fr)
(f) Adelaida : Adelaida (es), Adélaïde (fr)
(f) Adelaide : Adelaida (es), Adélaïde (fr)
(m) Adelardo : Adalhard (fr), Adélard (fr), Adelardo (es)
(f) Adele : Adela (es), Adèle (fr)
(m) Adeodato : Deodato (es), Adéodat (fr), Adeodato (es), Diosdado (es), Deusdedit (fr)
(m) Adi
(f) Adiñe
(m) Adiran : Adrián (es), Adrien (fr)
(f) Adirane : Adriana (es), Adrienne (fr)
(m) Adolfo : Adolfo (es), Adolphe (fr)
(m) Adon
(m) Adonis : Adonis (fr), Adonis (es)
(m) Adrasto : Adrasto (es), Adraste (fr)
(m) Adrian : Adrián (es), Adrien (fr), Adriano (es)
(f) Adriana : Adriana (es), Adrienne (fr)
(f) Aduna
(m) Adur
(m) Aetz
(m) Aezio : Aecio (es), Aetius (fr)
(m) Afranio : Afranio (es), Afranius (fr)
(f) Afrodita : Aphrodite (fr), Afrodita (es)
(m) Agamemnon : Agamenón (es), Agamemnon (fr)
(m) Agapeto : Agapit (fr), Agapito (es)
(f) Agara : Agar (fr), Agar (es)
(f) Agata : Agathe (fr), Águeda (es)
(f) Agate : Agathe (fr), Águeda (es)
(m) Agatokles : Agatocles (es), Agathocle (fr)
(m) Agaton : Agatón (es), Agathon (fr)
(m) Ager
(f) Agerkunde : Epifanía (es), Épiphanie (fr)
(f) Agerne : Epifanía (es), Épiphanie (fr)
(m) Agesilao : Agesilao (es), Agésilas (fr)
(f) Aginaga
(f) Aginarte
(f) Agiri
(f) Agirre
(m) Agis : Agis (es), Agis (fr)
(m) Agoitz
(f) Agreda
(m) Agrikola : Agrícola (es), Agricola (fr)
(m) Agripa : Agripa (es), Agrippa (fr)
(f) Agripina : Agripina (es), Agrippine (fr)
(m) Agur
(f) Agurne : Rosario (es)
(f) Agurtzane : Rosario (es)
(m) Agustin : Agustín (es), Augustin (fr)
(f) Agustina : Agustina (es), Augustine (fr)
(m) Ahoztar
(f) Ahuña
(f) Aia
(f) Aiago
(f) Aiala
(f) Aiantze
(f) Aida
(m) Aide
(m) Aiert
(f) Aietxu
(m) Aimar
(f) Aimara
(f) Ainara
(f) Aines : Agnès (fr), Inés (es)
(m) Aingeru : Ange (fr), Ángel (es)
(f) Aingerua : Angèle (fr), Ángeles (es)
(f) Ainhize
(f) Ainhoa
(f) Aintza : Gloria (de) (es)
(f) Aintzane : Gloria (de) (es)
(f) Aintzila
(f) Aintzioa
(m) Aio
(f) Aiora
(m) Aioro
(m) Aitor
(m) Aitxuri
(f) Aitzaga
(f) Aitziber
(m) Aitzol
(f) Aitzuriaga
(m) Aiurdi
(f) Aiza
(m) Aizarotz
(f) Aizeti
(m) Aizkibel
(f) Aizkoa
(f) Aizkorri
(m) Aizo
(f) Aizpea
(m) Ajax : Ajax (fr), Ajax (es)
(m) Akeloo : Achéloos (fr), Aqueloo (es)
(m) Akier
(m) Akiles : Achille (homonymie) (fr), Aquiles (es)
(f) Akiturrain
(m) Akize
(f) Akorda
(m) Akox
(m) Akteon : Actéon (fr), Acteón (es)
(m) Akutain
(f) Alaba
(m) Alai
(f) Alaia : Alegría (es)
(f) Alaikari
(m) Alain
(f) Alaiñe
(f) Alaitz
(f) Alaiza
(m) Alaman
(f) Alamana
(f) Alañe : Alegría (es)
(m) Alango
(f) Alantune
(m) Alarabi
(m) Alatz
(f) Alazne : Milagros (en) (es)
(f) Alba
(f) Albaina
(f) Albane : Albana (es), Albane (fr)
(m) Albar
(f) Albeiz
(m) Alberto : Albert (fr), Alberto (es)
(m) Albi
(f) Albia
(m) Albin : Albin (fr), Albino (es)
(f) Albiñe : Albina (es)
(f) Albira : Elvira (es), Elvire (fr)
(f) Albisu
(m) Albiz
(f) Albiztur
(f) Albizua
(f) Alda
(f) Aldaia
(m) Aldaxur
(f) Aldontza
(f) Alegia
(f) Alegria
(m) Alesander : Alejandro (es), Alexandre (fr)
(f) Alesandere : Alejandra (es), Alexandra (fr)
(f) Aletxa
(m) Alex
(m) Alexander : Alejandro (es), Alexandre (fr)
(f) Alexandere : Alejandra (es), Alexandra (fr)
(f) Alexandra : Alejandra (es), Alexandra (fr)
(f) Alexandrina : Alejandrina (es), Alexandrine (fr)
(m) Alexandro : Alejandro (es), Alexandre (fr)
(m) Alexo : Alejo (es), Alexis (fr)
(f) Alfontsa : Alfonsa (es)
(f) Alfontsina : Alfonsina (es), Alphonsine (fr)
(m) Alfontso : Alfonso (es), Alphonse (fr)
(f) Aliza : Alice (fr), Alicia (es)
(f) Alize : Alice (fr), Alicia (es)
(f) Alizia : Alice (fr), Alicia (es)
(f) Alkain
(m) Alkman : Alcmán (es), Alcman (fr)
(f) Alkmena : Alcmène (fr), Alcmena (es)
(m) Allande : Arnaldo (es), Arnaud (fr), Arnault (fr)
(f) Almike
(f) Almuza
(f) Alode : Alodia (es)
(f) Alodi : Alodia (es)
(f) Alodia
(f) Aloise
(f) Aloña
(f) Alontsa
(m) Alontso : Alonso (es)
(m) Alots
(m) Altsu
(f) Altzabeheti
(m) Altzaga
(f) Altzagarate
(f) Altzai
(m) Altzeo : Alceo (es), Alcée (fr)
(m) Altzeste : Alceste (fr), Alcestes (es)
(m) Altzibar
(m) Altzibiades : Alcibíades (es), Alcibiade (fr)
(m) Altzinoo : Alcinoos (fr), Alcinoo (es)
(m) Altzo
(f) Amabilia
(f) Amade : Amada (es)
(f) Amagoia
(f) Amaia
(x) Amaiur
(f) Amale
(f) Amaltea : Amalthée (fr), Amaltea (es)
(f) Amalur
(f) Amane : Maternidad (es)
(f) Amara
(f) Amarita
(f) Amata : Amada (es)
(f) Amate : Amada (es)
(m) Amatu : Amado (es)
(f) Amatza
(f) Amele : Amelia (es), Amélie (fr)
(f) Ameli : Amelia (es), Amélie (fr)
(f) Amelia
(m) Amets
(f) Ametsa
(m) Ametz
(f) Ametza
(m) Amezti
(f) Ameztia
(m) Amiano : Amiano (es), Ammien (fr)
(m) Amik
(m) Amilaitz
(f) Amilamia
(m) Amintas : Amintas (es), Amyntas (fr)
(m) Amitxis
(f) Amorea
(f) Amorosa
(f) Amukain
(f) Amuna
(m) Amusko
(f) Ana : Ana (es), Anne (fr)
(m) Anaia
(m) Anaitz
(m) Anakarsis : Anacarsis (es), Anacharsis (fr)
(m) Anakleto : Anaclet (fr), Anacleto (es)
(m) Anakreonte : Anacreonte (es), Anacréon (fr)
(f) Añana
(f) Anani : Aniana (es)
(m) Anartz
(f) Anastase : Anastasia (es), Anastasie (fr)
(f) Anastasia : Anastasia (es), Anastasie (fr)
(m) Anastasio : Anastase (fr), Anastasio (es)
(f) Anaurra
(m) Anaxagoras : Anaxágoras (es), Anaxágore (fr)
(m) Anaximandro : Anaximandro (es), Anaximandros (fr)
(m) Anaximenes : Anaxímenes (es), Anaximène (fr)
(f) Anbortse : Ambrosia (es)
(f) Anborxe : Ambrosia (es)
(f) Anboto
(f) Anbrosia : Ambrosia (es)
(m) Anbrosio : Ambroise (fr), Ambrosio (es)
(f) Anbroxe
(f) Andagoia
(m) Ander : André (fr), Andrés (es)
(f) Anderazu
(f) Andere : Andrée (fr), Andresa (es)
(f) Anderedirida
(f) Anderelanderra
(f) Anderkina
(f) Andia
(f) Andikoa
(m) Andima : Ántimo (es)
(f) Andion
(f) Andoitza : Antoinette (fr), Antonia (es)
(m) Andolin : Antolín (es), Antonin (fr)
(f) Andoliñe : Antolina (es)
(f) Andollu
(f) Andone : Antoinette (fr), Antonia (es)
(m) Andoni : Antoine (fr), Antón (es), Antonio (es)
(m) Andore : André (fr), Andrés (es)
(m) Andos
(f) Andramarizuri
(f) Andrea
(f) Andrealbira
(f) Andreantsa
(f) Andreapala
(f) Andreauria
(f) Andrebita
(f) Andredauneta
(f) Andredomeka
(f) Andredota
(f) Andregaila
(f) Andregoto
(f) Andrekina
(f) Andrelendia
(f) Andrelopa
(f) Andremantzia
(f) Andremaria
(f) Andreona
(f) Andreoneka
(m) Andres : André (fr), Andrés (es)
(f) Andresa
(f) Andresemena
(f) Andresemera
(f) Andreumea
(f) Andrezuria
(m) Androkles : Androcles (es), Androclès (fr)
(f) Andromaka : Andromaque (fr), Andrómaca (es)
(f) Andromeda : Andromède (fr), Andrómeda (es)
(m) Androniko : Andrónico (es), Andronicus (fr)
(m) Andu
(f) Ane : Ana (es), Anne (fr)
(m) Anen : Aniano (es)
(f) Anene : Aniana (es)
(m) Aner
(f) Añes : Agnès (fr), Inés (es)
(m) Anfion : Amphion (fr), Anfión (es)
(m) Anfitrion : Amphitryon (fr), Anfitrión (es)
(f) Anfitrite : Amphitrite (fr), Anfitrite (es)
(x) Angelu
(f) Anglesa
(f) Angosto
(f) Ani
(f) Ania
(f) Anitz
(f) Anixe : Anisia (es)
(m) Anizeto : Anicet (fr), Aniceto (es)
(m) Ankises : Anchise (fr), Anquises (es)
(m) Anko : Anco (es), Ancus (fr)
(f) Añorga
(f) Anotz
(m) Antenor : Antenor (es), Anténor (fr)
(m) Anteo : Antée (fr), Anteo (es)
(m) Anter : Antero (es)
(m) Antero : Antero (es), Antère (fr)
(f) Antia
(m) Antifonte : Antifón (es), Antiphon (fr), Antifonte (es)
(f) Antigona : Antigone (fr), Antígona (es)
(m) Antigono : Antígono (es), Antigonos (fr)
(f) Antigua
(m) Antioko : Antíoco (es), Antiochos (fr)
(f) Antiope : Antiope (fr), Antíope (es)
(m) Antipater : Antipater (fr), Antipater (es)
(m) Antipatro : Antipatro (es), Antipatros (fr)
(m) Antistenes : Antístenes (es), Antisthène (fr)
(m) Anto
(m) Antolin : Antonin (fr)
(m) Anton (en) : Antoine (fr), Antón (es), Antonio (es)
(f) Antoni
(f) Antonia : Antoinette (fr), Antonia (es)
(m) Antonino : Antonino (es), Antonin (fr)
(m) Antonio : Antoine (fr), Antón (es), Antonio (es)
(f) Antsa : Sancha (es)
(f) Antselma : Anselma (es)
(f) Antselme : Anselma (es)
(m) Antselmo : Anselme (fr), Anselmo (es)
(m) Antso : Sanche (fr), Sancho (es)
(m) Antton : Antoine (fr), Antón (es), Antonio (es)
(m) Antxo : Sanche (fr), Sancho (es)
(m) Antxon : Antoine (fr), Antón (es), Antonio (es)
(f) Antxone : Antoinette (fr), Antonia (es)
(m) Antxoritz
(f) Antziñasko
(f) Antziñe
(f) Antzuola
(f) Añua
(f) Anuntxi : Anunciación (es)
(f) Aos
(f) Apain
(f) Apala
(m) Apalo
(m) Apat
(m) Apeles : Apeles (es), Apelle (fr)
(m) Apiano : Apiano (es), Appien (fr)
(m) Apolinar : Apolinar (es), Apollinaire (fr)
(m) Apolo : Apollon (fr), Apolo (es)
(m) Apolodoro : Apolodoro (es), Apollodore (fr)
(f) Apolone : Apollonie (fr), Apolonia (es)
(f) Apolonia : Apollonie (fr), Apolonia (es)
(m) Apolonio : Apollonius (fr)
(m) Apraze
(f) Arai
(f) Araia
(f) Araika
(f) Araitz
(f) Arakne : Arachné (fr), Aracné (es)
(m) Aralar
(f) Arama
(f) Arana
(f) Arandon
(m) Arano
(m) Arañotz
(f) Arantxa
(f) Arantza
(f) Arantzazu
(f) Araotz
(m) Arato : Arato (es), Aratus (fr)
(x) Aratz
(f) Aratzuri
(f) Arazeli : Araceli (es)
(f) Araziel
(f) Arbe
(f) Arbeitza
(f) Arbela
(f) Arbil : Pilar (es)
(m) Arbogasto : Arbogasto (es), Arbogaste (fr)
(f) Arbona
(f) Arburua
(m) Ardaitz
(m) Ardoi
(f) Areatza
(f) Areitio
(f) Arene : Ariadna (es), Ariane (fr)
(f) Areria
(m) Ares : Arès (fr), Ares (es)
(m) Aretx
(f) Aretxa
(f) Arga
(m) Argain
(f) Argaina
(m) Argarai
(m) Argi
(f) Argia : Claire (fr), Clara (es)
(m) Argider
(f) Argiloa
(f) Argiñe : Claire (fr), Clara (es)
(f) Argitxu
(m) Argonitz
(m) Argus : Argos (fr), Argus (fr), Argos (es)
(f) Arhane
(f) Aria
(f) Ariadna : Ariane (fr), Ariadna (es)
(f) Ariane : Ariadna (es), Ariane (fr)
(m) Arin
(f) Ariñ
(f) Ariñe
(m) Arion : Arión (es), Arion (fr)
(m) Aristarko : Aristarco (es), Aristarque (fr)
(m) Aristeo : Aristèe (fr), Aristeo (es)
(m) Aristides : Arístides (es), Aristide (fr)
(m) Aristipo : Arístipo (es), Aristippe (fr)
(m) Aristofanes : Aristófanes (es), Aristophane (fr)
(m) Aristoteles : Aristóteles (es), Aristote (fr)
(m) Aritz
(f) Aritza
(f) Aritzeta
(f) Arixen
(m) Arixo
(f) Arizia
(f) Arkaia
(m) Arkelao : Arquelao (es), Archélaos (fr)
(m) Arkias : Arquias (es), Archias (fr)
(f) Arkija
(m) Arkiloko : Arquíloco (es), Archiloque (fr)
(m) Arkimedes : Arquímedes (es), Archimède (fr)
(f) Arlas
(f) Arluzea
(m) Armaurri
(m) Armentari
(f) Armentia
(f) Armintza
(f) Armola
(m) Arnaut : Arnaldo (es), Arnaud (fr), Arnault (fr)
(m) Arno
(m) Arnobio : Arnobio (es), Arnobe (fr)
(f) Arnotegi
(f) Aroa
(f) Aroia
(m) Arotz
(f) Arraba
(m) Arradoi
(f) Arraitz
(f) Arrako
(f) Arrate
(f) Arrazubi
(f) Arrene : Oración (es), Rosario (es)
(f) Arreo
(f) Arriaga
(m) Arriano : Arriano (es), Arrien (fr)
(f) Arrieta
(f) Arrigorria
(f) Arriluzea
(f) Arritokieta
(f) Arritxu
(f) Arrizabalaga
(f) Arrizala
(f) Arrola
(f) Arrosa : Rosa (es), Rose (fr)
(f) Arrosali : Rosalía (es), Rosalie (fr)
(f) Arrosane : Rosana (es), Roxane (fr)
(f) Arsene : Arsenia (es)
(m) Artaitz
(m) Artano
(f) Artatza
(m) Artaxerxes : Artajerjes (es), Artaxerxès (fr)
(f) Artea
(f) Artederreta
(f) Artekona
(f) Artemisa : Artemis (fr), Artemisa (es)
(m) Artibai
(m) Artitz
(f) Artitza
(m) Artizar
(m) Artozki
(m) Artur : Arthur (fr), Arturo (es)
(m) Artzain
(f) Artzanegi
(m) Artze
(f) Artzeina
(m) Artzesilao : Arcesilao (es), Arcésilas (fr)
(f) Artzi
(f) Asa
(m) Asier
(m) Asis
(f) Asiturri
(m) Askanio : Ascagne (fr), Ascanio (es)
(m) Asklepiades : Asclepíades (es), Asclépiade (fr)
(m) Asklepio : Asclépios (fr), Asclepio (es)
(f) Askoa
(f) Asona
(f) Aspasia : Aspasia (es), Aspasie (fr)
(f) Astere
(m) Asteri
(f) Asteria
(m) Astianax : Astyanax (fr), Astianacte (es), Astianax (es)
(f) Astrea : Astrée (fr), Astrea (es)
(m) Asur
(f) Asura
(m) Asurdi
(m) Asuri
(f) Ata
(f) Atalanta : Atalante (fr), Atalanta (es)
(f) Atallu
(f) Atanase : Atanasia (es), Athanasie (fr)
(f) Atanasia : Atanasia (es), Athanasie (fr)
(m) Atanasio : Atanasio (es), Athanase (fr)
(f) Ataresa : Teresa (es), Thérèse (fr)
(m) Atarrabi
(f) Atauri
(f) Atena : Athèna (fr), Atenea (es)
(m) Ateneo : Ateneo (es), Athénée (fr)
(f) Aterbe : Belén (es)
(f) Atharratze
(f) Atherei
(m) Atiko : Atico (es), Atticus (fr)
(m) Atis : Attis (fr), Atys (fr), Atis (es)
(m) Atlas : Atlas (fr), Atlas (es)
(m) Ato
(m) Aton
(f) Atotz
(m) Atreo : Atrée (fr), Atreo (es)
(f) Atropos : Atropos (fr), Atropos (es)
(f) Atsege : Angustias (es)
(f) Atsegiñe : Consuelo (es)
(m) Atx
(f) Atxa
(m) Atxart
(f) Atxarte
(m) Atxiti
(m) Atxuri
(m) Augias : Augias (fr), Augías (es)
(m) Augustin : Agustín (es), Augustin (fr)
(f) Augustiñe : Agustina (es), Augustine (fr)
(m) Augusto : Augusto (es), Auguste (fr)
(m) Augustulo : Augústulo (es), Augustule (fr)
(f) Aulli
(m) Aulo : Aulo (es), Aulu (fr)
(f) Aurelia (en)
(m) Aureliano : Aureliano (es), Aurélien (fr)
(m) Aurelio : Aurèle (fr), Aurelio (es)
(f) Auria
(f) Auribita
(f) Auriola
(m) Auritz
(m) Aurken
(f) Aurkene : Presentación (es)
(f) Aurora : Aurora (es), Aurore (fr)
(m) Auru
(m) Aurubilitu
(f) Aurubita
(f) Ausa
(m) Ausonio : Ausonio (es), Ausone (fr)
(m) Austin : Agustín (es), Augustin (fr)
(f) Austitza
(f) Austiza : Agustina (es), Augustine (fr)
(f) Auza
(m) Axeariko
(m) Axlor
(f) Axpe
(m) Axular
(f) Azazeta
(m) Azeari
(f) Azentzia : Ascensia (es)
(m) Azentzio : Asensio (es)
(f) Azitain
(f) Aziza
(m) Azkar
(m) Aznar
(f) Aztegieta
(m) Aztiri
(f) Aztiria
(m) Azubeli
(f) Azuzena

## B
(f) Babesne : Amparo (es), Patrocinio (es)
(m) Babil
(m) Babrio : Babrio (es), Babrios (fr)
(f) Badaia
(f) Baia
(f) Baiakua
(f) Baiza
(m) Bakar
(f) Bakarne : Soledad (es)
(f) Bakartxo
(f) Bake : Paz (es)
(f) Bakea : Paz (es)
(f) Bakene : Paz (es)
(m) Bakilides : Baquílides (es), Bacchylide (fr)
(m) Bako : Bacchus (fr), Baco (es)
(x) Baladi : Blaise (fr), Blas (es)
(f) Balbina : Balbina (es), Balbine (fr)
(m) Baldasar : Baltasar (es), Balthazar (fr)
(m) Balduin : Balduino (es), Baudolin (fr), Baudouin (fr)
(m) Balendin : Valentin (fr), Valentín (es)
(f) Balendiñe : Valentina (es), Valentine (fr)
(f) Balene : Valeriana (es), Valériane (fr)
(m) Balentin : Valentin (fr), Valentín (es)
(f) Balentina : Valentina (es), Valentine (fr)
(f) Balere : Valeria (es), Valérie (fr)
(f) Balerene : Valeriana (es), Valériane (fr)
(m) Balkoe
(m) Baltasar : Baltasar (es), Balthazar (fr)
(m) Baltz
(f) Bañano
(f) Barasorda
(m) Baraxil
(m) Barazar
(f) Barbara : Barbara (fr), Bárbara (es)
(f) Barda
(f) Bardoitza
(f) Bardoze
(f) Barezi
(f) Barkane : Perdón (es)
(f) Barkoxe
(m) Barnabe : Barnabé (fr), Bernabé (es)
(f) Barria
(m) Bartolome : Barthélemy (fr), Bartolomé (es)
(f) Bartolomea : Bartolomea (es), Bartholomé (fr)
(f) Basabe
(f) Basagaitz
(f) Basalgo
(f) Basandere
(m) Basarri
(f) Basile : Basilia (es), Basilie (fr)
(m) Basili : Basile (fr), Basilio (es)
(f) Basilia : Basilia (es), Basilie (fr)
(m) Basilio : Basile (fr), Basilio (es)
(m) Basilli
(f) Basoa
(f) Bata
(f) Batirtze : Béatrice (fr), Beatriz (es)
(m) Batista : Baptiste (fr), Bautista (es)
(f) Batiste
(f) Bauzis : Baucis (fr), Baucis (es)
(f) Bazkoara : Pascale (fr), Pascuala (es)
(m) Bazkoare : Pascal (fr), Pascual (es)
(m) Baztan
(f) Beatasis
(f) Beatriz : Béatrice (fr), Beatriz (es)
(f) Bedaio
(f) Begoña
(m) Beila
(m) Bela
(m) Belako
(f) Belaskita
(f) Belate
(m) Belatz
(f) Belem : Belén (es)
(m) Belerofon : Bellérophon (fr), Beleforonte (es)
(m) Belerofonte : Bellérophon (fr), Beleforonte (es)
(f) Belita
(f) Belona : Bellone (fr), Belona (es)
(m) Beltso
(m) Beltz
(f) Beltzane
(f) Benantzi : Venance (fr), Venancia (es)
(m) Benantzio : Venancio (es), Venant (fr)
(f) Benardiñe
(m) Beñat : Bernard (fr), Bernardo (es)
(f) Beñate
(f) Benate : Bernarda (es)
(f) Benedikta : Benedicta (es), Bénédicte (fr)
(m) Benedikto : Bénédicte (fr), Benedicto (es), Benito (es), Benoît (fr)
(f) Benedite : Benedicta (es), Bénédicte (fr), Bénédicte (fr), Benedicto (es), Benito (es), Benoît (fr)
(m) Benedite : Benedicta (es), Bénédicte (fr), Bénédicte (fr), Benedicto (es), Benito (es), Benoît (fr)
(f) Bengoarra
(f) Bengolarrea
(m) Bénin : Bénigne (fr), Benigno (es)
(f) Beniñe : Benigna (es)
(f) Benita : Benedicta (es), Bénédicte (fr), Benita (es)
(m) Benito
(f) Beolarra
(f) Bera
(f) Beraskita
(m) Berasko : Belasco (es)
(f) Berastegi
(f) Beratza
(m) Beraun
(f) Berbixe : Resurrección (es)
(m) Berbiz : Resurrección (es)
(f) Berbizkunde : Resurrección (es)
(f) Berbizne : Resurrección (es)
(f) Berengela
(f) Bernadeta : Bernadette (fr), Bernardita (es)
(f) Bernardiñe : Bernardina (es), Bernardine (fr)
(m) Bernardino : Bernard (fr), Bernardino (es)
(m) Bernardo : Bernard (fr), Bernardo (es)
(m) Bernart : Bernard (fr), Bernardo (es)
(m) Bernartin : Bernard (fr), Bernardino (es)
(m) Bernat : Bernard (fr), Bernardo (es)
(f) Beronika : Verónica (es), Véronique (fr)
(f) Beronike : Verónica (es), Véronique (fr)
(f) Berorize
(m) Berriotxoa
(m) Bertiz
(m) Bertolo
(f) Bertzijana
(f) Betiñe : Perpetua (es), Perpétua (fr)
(f) Betire
(m) Betiri : Pedro (es), Pierre (fr)
(f) Betixa : Perrine (fr), Petra (es)
(f) Betolatza
(f) Bianditz
(f) Bibiñe : Viviana (es), Viviane (fr)
(f) Bidane : Camino (es)
(f) Bidarte
(f) Bidatz
(m) Bigila
(f) Bihotza
(f) Bihozne
(f) Bikarregi
(m) Bikendi : Vicencio (es), Bikentzi
(m) Biktor : Victor (fr), Víctor (es), Bilintx
(f) Bikuña
(f) Bilbañe
(m) Bilitu
(f) Biloria
(m) Bingen : Vicente (es), Vincent (fr), Birila
(f) Bingene : Vicenta (es)
(f) Bioti
(f) Birgara
(f) Birkide : Brígida (es), Brigitte (fr)
(f) Birkiñe
(f) Bisitazio : Visitación (es)
(f) Bita
(m) Bitaño
(f) Bitori : Victoire (fr), Victoria (es)
(m) Bittor : Victor (fr), Víctor (es)
(f) Bittore : Victoire (fr), Victoria (es)
(m) Bittoren : Victoriano (es)
(m) Bixintxo : Vicente (es), Vincent (fr)
(m) Bizen : Vicente (es), Vincent (fr)
(f) Bizenta : Vicenta (es)
(m) Bizente : Vicente (es)
(m) Bizkargi
(m) Bladi : Blaise (fr), Blas (es)
(m) Blas : Blaise (fr), Blas (es)
(f) Blaskita
(m) Bolibar
(m) Bonifazio : Boniface (fr), Bonifacio (es)
(m) Bordari
(m) Boreas : Borée (fr), Boreas (es)
(m) Brasidas : Brasidas (es), Brasidas (fr)
(m) Briareo : Briarée (fr), Briareo (es)
(f) Brigita : Brígida (es), Brigitte (fr)
(m) Britaniko : Británico (es), Britannicus (fr)
(m) Bruno : Bruno (fr), Bruno (es)
(m) Bruto : Bruto (es), Brutus (fr)
(f) Buiñondo
(f) Bureskunde : Coronación (es)
(f) Burgondo
(f) Burne : Bruna (es)
(m) Burni
(m) Burro : Burro (es), Burrus (fr)
(f) Burtzeña
(f) Buxanda

## D
(m) Dabi : David (fr), David (es)
(m) Dabid : David (fr), David (es)
(f) Dafne : Daphné (fr), Dafne (es)
(m) Damaso : Damase (fr), Dámaso (es)
(m) Damen : Damián (es), Damien (fr)
(m) Damian : Damián (es), Damien (fr)
(m) Damokles : Damocles (es), Damoclès (fr)
(f) Danae : Danaé (fr), Danae (es)
(m) Danao : Danaós (fr), Dánao (es)
(m) Danel : Daniel (fr), Daniel (es)
(f) Danele : Daniela (es), Danièle (fr)
(m) Daniel : Daniel (fr), Daniel (es)
(f) Daniela : Daniela (es), Danièle (fr)
(m) Dardano : Dardanos (fr), Dardano (es)
(f) Dare : Daría (es), Darie (fr)
(m) Dari : Darío (es), Darius (fr)
(f) Daria : Daría (es), Darie (fr)
(m) Dario : Darío (es), Darius (fr)
(f) Deba
(m) Dedalo : Dédale (fr), Dédalo (es)
(m) Dei
(f) Deianira : Déjanire (fr), Deyanira (es)
(f) Delika
(m) Demades : Demades (es), Démade (fr)
(m) Demeter : Démeter (fr), Deméter (es)
(f) Demetria : Demetria (es), Démétrie (fr)
(m) Demetrio : Demetrio (es), Démétrius (fr)
(f) Demiku
(m) Demokrito : Demócrito (es), Démocrite (fr)
(m) Demostenes : Demóstenes (es), Démosthène (fr)
(f) Deñe : Anunciación (es)
(m) Denis : Denis (fr), Dionisio (es)
(m) Deukalion : Deucalion (fr), Deucalión (es)
(m) Deunoro : Santos (es), Toussaint (fr)
(f) Deunorone
(m) Dezio : Decio (es), Dèce (fr)
(m) Diagur
(f) Diana : Diane (fr), Diana (es)
(m) Didako
(m) Didio : Didio (es), Didius (fr)
(m) Diego
(f) Diñe : Digna (es)
(m) Diodoro : Diodoro (es), Diodore (fr)
(m) Diofantos : Diofanto (es), Diophantos (fr)
(m) Diogenes : Diógenes (es), Diogène (fr)
(m) Diokleziano : Diocleciano (es), Dioclétien (fr)
(m) Diomedes : Diomède (fr), Diomedes (es)
(m) Dion : Dión (es), Dion (fr)
(f) Dione : Dioné (fr), Dione (es)
(f) Dionisia : Denise (fr), Dionisia (es)
(m) Dionisio : Denis (fr), Dionisio (es), Denys (fr)
(m) Dioniso : Dionysos (fr), Dioniso (es)
(f) Doatasun : Buenaventura (es)
(f) Dogartze : Deogracias (es)
(m) Dogartzi : Deogracias (es)
(m) Dolkiti
(f) Doltza
(f) Domeka : Dominga (es), Dominique (fr)
(f) Domekoitza : Dominga (es), Dominique (fr)
(f) Domekutza : Dominga (es), Dominique (fr)
(f) Domenga
(f) Domenja : Dominga (es), Dominique (fr)
(m) Domiku : Domingo (es), Dominique (fr)
(f) Domikutza
(m) Domingo : Domingo (es), Dominique (fr)
(f) Dominika : Dominga (es), Dominique (fr)
(m) Dominix : Domingo (es), Dominique (fr)
(f) Dominixe : Dominga (es), Dominique (fr)
(m) Domiziano : Domiciano (es), Domitien (fr)
(f) Dona
(m) Donato : Donato (es), Donat (fr)
(f) Doneantsu
(m) Dono : Dono (es), Donus (fr)
(f) Dordoniz
(f) Doris : Doris (fr), Doris (es)
(f) Dorleta
(f) Doroñu
(f) Dorotea : Dorotea (es), Dorothée (fr)
(m) Doroteo : Doroteo (es), Dorothée (fr)
(f) Dota
(m) Drakon : Dracón (es), Dracon (fr)
(m) Druso : Druso (es), Drusus (fr)
(f) Dulantzi
(f) Dunixe : Denise (fr), Dionisia (es)
(m) Dunixi : Denis (fr), Dionisio (es)
(m) Durruma

## E
(m) Eako : Eaque (fr), Éaco (es)
(m) Eate
(f) Eba : Eva (en) (es), Ève (fr)
(m) Eder
(f) Ederne
(f) Ederra
(m) Edipo : Œdipe (fr), Edipo (es)
(m) Edmundo : Edmond (fr), Edmundo (es)
(m) Edorta
(m) Edrigu
(m) Eduardo : Edouard (fr), Eduardo (es)
(f) Edunxe
(m) Edur
(f) Edurne : Nieves (es)
(f) Edurra
(f) Edurtza : Nieves (es)
(f) Edurtzeta : Nieves (es)
(m) Efialtes : Efialtes (es), Éphialtès (fr)
(f) Ega
(f) Egeria : Égérie (fr), Egeria (es)
(f) Egia
(f) Egiarte
(m) Egieder
(f) Egillor
(m) Egipto : Égyptos (fr), Egipto (es)
(m) Egisto : Égisthe (fr), Egisto (es)
(m) Egoitz
(f) Egokiñe
(f) Eguantza
(m) Eguen
(m) Eguzki
(f) Eguzkia
(f) Eguzkiñe
(f) Eider
(m) Eilo
(m) Eita
(f) Eitzaga
(m) Ekai
(m) Ekain
(m) Ekaitz
(f) Ekaitza
(m) Eki
(f) Ekia
(f) Ekiñe
(m) Eko : Écho (fr), Eco (es)
(f) Ekora
(m) Eladi : Eladio (es)
(m) Elagabalo : Elagábalo (es), Élagabal (fr)
(f) Elaia
(m) Elazar
(f) Elbira : Elvira (es), Elvire (fr)
(f) Elbire : Elvira (es), Elvire (fr)
(f) Eldua
(f) Elduara
(f) Ele : Elías (es)
(m) Eleder
(f) Elektra : Électre (fr), Electra (es)
(f) Elene
(m) Eleuterio : Eleuterio (es), Eleuther (fr)
(f) Elgea
(m) Eli : Elías (es), Élie (fr)
(m) Elias : Elías (es), Élie (fr)
(f) Elisa : Elisa (es)
(f) Elisenda
(m) Eliseo : Élisée (fr), Eliseo (es)
(f) Elixabete : Élisabeth (fr), Isabel (es), Isabelle (fr)
(f) Elixane : Elisa (es)
(f) Elixe
(m) Elixi : Élisée (fr), Eliseo (es)
(f) Elizamendi
(f) Elizmendi
(m) Elkano
(m) Ellande : Arnaldo (es), Arnaud (fr), Arnault (fr)
(m) Elmu : Elme (fr), Telmo (es)
(m) Elo
(m) Eloi : Éloi (fr), Eloy (es)
(f) Eloisa
(m) Elordi
(f) Elorri
(f) Elorria
(f) Elorriaga
(f) Elosiaga
(f) Elurreta
(f) Eluska
(m) Emanuel : Emmanuel (fr), Manuel (es)
(f) Emanuela : Emmanuelle (fr), Manuela (es)
(m) Emeteri : Emeterio (es)
(f) Emili : Emilia (es), Emilie (fr)
(f) Emilia : Emilia (es), Emilie (fr)
(f) Emiliana : Emiliana (es), Emilienne (fr)
(m) Emiliano : Emiliano (es), Émilien (fr)
(m) Emilio : Emile (fr), Emilio (es)
(f) Emille : Emilia (es), Emilie (fr)
(m) Emillen : Emiliano (es), Émilien (fr)
(f) Emillene : Emiliana (es), Emilienne (fr)
(m) Emilli : Emile (fr), Emilio (es)
(m) Emiri : Emile (fr), Emilio (es)
(m) Enaitz
(f) Enara
(m) Eñaut : Arnaldo (es), Arnaud (fr), Arnault (fr)
(f) Enbeita
(m) Endaitz
(f) Endera
(m) Endika : Enrique (es), Henri (fr)
(m) Endimion : Endymion (fr), Endimión (es)
(m) Endrike : Enrique (es), Henri (fr)
(f) Enea
(f) Eneabe
(m) Eneas : Énée (fr), Eneas (es)
(f) Enedina
(f) Eneka
(m) Eneko
(m) Enekoitz
(f) Eneritz
(f) Engrazia : Engrace (fr), Engracia (es)
(m) Enio : Ennio (es), Ennius (fr)
(m) Enpedokles : Empédocles (es), Empédocle (fr)
(f) Entzia
(m) Eolo : Éole (fr), Eolo (es)
(m) Eos : Éos (fr), Eos (es)
(m) Epaminondas : Epaminondas (es), Épaminondas (fr)
(m) Epikarmo : Epicarmo (es), Épicharme (fr)
(m) Epikteto : Epicteto (es), Épictète (fr)
(m) Epikuro : Epicuro (es), Épicure (fr)
(m) Epimeteo : Épiméthée (fr), Epimeteo (es)
(m) Erato : Érato (fr), Erato (es)
(m) Eratostenes : Eratóstenes (es), Ératosthène (fr)
(m) Erdain
(f) Erdaiñe : Circuncisión (es)
(f) Erdiñe
(f) Erdoitza
(f) Erdotza
(f) Ereaga
(m) Erebo : Érèbe (fr), Erebo (es)
(m) Ereinotz
(m) Erekteo : Érechthée (fr), Erecteo (es)
(m) Ereño
(m) Ereti
(f) Eretza
(f) Erga
(f) Ergiña
(f) Erhe
(f) Eriete
(m) Erik
(m) Eritz
(f) Eriztain
(f) Erkuden
(m) Erlaitz
(m) Erlantz
(f) Erlea
(m) Erlo
(f) Ermesenda
(f) Ermin
(f) Ermiñe : Heminie (fr), Herminia (es)
(f) Ermua
(m) Ernaut : Arnaldo (es), Arnaud (fr), Arnault (fr)
(m) Ernio
(f) Erniobe
(m) Éros : Éros (fr), Éros (es)
(f) Errafaila
(m) Erraimun : Raimundo (es), Raymond (fr)
(f) Erraimunde : Ramona (es)
(f) Errakel : Rachel (fr), Raquel (es)
(m) Erramel
(f) Erramona
(f) Erramone : Ramona (es)
(m) Erramos
(m) Erramu : Ramos (es)
(m) Erramun : Ramón (es), Raymond (fr)
(f) Erramusa : Ramos (es)
(m) Errando
(f) Errasti
(f) Erregina : Regina (es), Régine (fr)
(f) Erregiñe : Regina (es), Régine (fr), Reine (fr)
(m) Erregu
(f) Erremelluri
(f) Erresti : Restituta (es)
(f) Erriberri
(m) Erro
(m) Errobi
(m) Errodrigo : Rodrigo (es), Rodrigue(fr)
(f) Erroeta
(m) Errolan : Roland (fr), Roldán (es)
(m) Erroman : Romain (fr), Román (es), Romano (es)
(f) Erromane : Romaine (fr), Romana (es)
(f) Errosale : Rosalía (es), Rosalie (fr)
(f) Errose : Rosa (es)
(f) Errukia : Piedad (es)
(f) Errukiñe : Misericordia (es), Piedad (es)
(m) Errupin : Rufin (fr), Rufino (es)
(f) Errupiñe : Rufina (es), Rufine (fr)
(f) Ertxeta
(f) Eskarne : Mercedes (es)
(m) Eskilo : Esquilo (es), Eschyle (fr)
(m) Eskines : Esquines (es), Eschine (fr)
(f) Eskolunbe
(m) Eskopas : Escopas (es), Scopas (fr)
(m) Eskulapio : Esculape (fr), Esculapio (es)
(m) Esopo : Esopo (es), Ésope (fr)
(m) Esparatz
(m) Espartako : Espartaco (es), Spartacus (fr)
(m) Estanislao : Estanislao (es), Stanislas (fr)
(m) Esteban : Esteban (es), Étienne (fr), Stéphane (fr)
(f) Estebania : Estefanía (es), Etiennette (fr), Stéphanie (fr)
(m) Estebe : Esteban (es), Étienne (fr), Stéphane (fr)
(m) Esteben : Esteban (es), Étienne (fr), Stéphane (fr)
(f) Estebenia : Estefanía (es), Etiennette (fr), Stéphanie (fr)
(f) Estefania : Estefanía (es), Etiennette (fr), Stéphanie (fr)
(m) Estepan : Esteban (es), Étienne (fr), Stéphane (fr)
(f) Ester : Ester (es), Esther (fr)
(m) Estesikoro : Estesícoro (es), Stésichore (fr)
(f) Estibaliz
(f) Estibariz
(m) Estilikon : Estilicón (es), Stilicon (fr)
(f) Estitxu
(m) Estrabon : Estrabón (es), Strabon (fr)
(m) Eszipion : Escipión (es), Scipion (fr)
(f) Etarte
(m) Etor
(f) Etorne : Pentecostés (es)
(m) Etxahun
(m) Etxatxu
(f) Etxaurren
(m) Etxauz
(m) Eudon
(m) Eudoxo : Eudoxio (es), Eudoxe (fr)
(f) Eufemia : Eufemia (es), Euphémie (fr)
(m) Eufronio : Eufronio (es), Euphronios (fr)
(f) Eufrosina : Euphrosyne (fr), Eufrosina (es)
(f) Eugenia : Eugenia (es), Eugénie (fr)
(m) Eugenio : Eugène (fr), Eugenio (es)
(m) Euken : Eugène (fr), Eugenio (es)
(f) Eukene : Eugenia (es), Eugénie (fr)
(m) Eukeni : Eugène (fr), Eugenio (es)
(m) Euklides : Euclides (es), Euclide (fr)
(f) Eulale : Eulalia (es), Eulalie (fr)
(f) Eulalia : Eulalia (es), Eulalie (fr)
(f) Eulari : Eulalia (es), Eulalie (fr)
(m) Eulatz
(m) Eulogi
(m) Eulogio : Euloge (fr), Eulogio (es)
(f) Eultza
(m) Eumenes : Eumenes (es), Eumène (fr)
(m) Eumolpo : Eumolpe (fr), Eumolpo (es)
(f) Eunate
(f) Euridize : Eurydice (fr), Eurídice (es)
(m) Euripides : Eurípides (es), Euripide (fr)
(m) Euristeo : Eurysthée (fr), Euristeo (es)
(f) Europa : Europe (fr), Europa (es)
(f) Eusa
(m) Eusebi
(m) Eusebio : Eusèbe (fr), Eusebio (es)
(f) Eustake : Eustaquia (es)
(m) Eustaki
(f) Eustakia : Eustaquia (es)
(m) Eustakio : Eustache (fr), Eustaquio (es)
(f) Eustase : Eustasia (es)
(f) Eustasi
(f) Eustasia : Eustasia (es)
(f) Euterpe : Euterpe (fr), Euterpe (es)
(m) Eutikiano : Eutiquiano (es), Eutychien (fr)
(f) Eva (en) : Eva (es), Ève (fr)
(m) Evaristo : Evaristo (es), Évariste (fr)
(f) Eza
(m) Ezekel : Ezechiel (fr), Ezequiel (es)
(m) Ezekiel : Ezechiel (fr), Ezequiel (es)
(f) Ezka
(f) Ezkaba
(m) Ezkai
(f) Ezkanda
(m) Ezkati
(f) Ezkaurre
(m) Ezker
(m) Ezkidi
(f) Ezkioga
(f) Ezkurra
(f) Ezozia
(m) Eztebe : Esteban (es), Étienne (fr), Stéphane (fr)
(f) Eztebeni : Estefanía (es), Etiennette (fr), Stéphanie (fr)
(f) Eztegune : Desposorios (es)
(f) Eztia
(f) Eztiñe

## F
(m) Fabian : Fabián (es), Fabien (fr)
(m) Fabio : Fabio (es), Fabius (fr)
(f) Fabiola
(m) Fabrizio : Fabricio (es), Fabricius (fr)
(m) Faeton : Phaéton (fr), Faetón (es)
(m) Falaris : Falaris (es), Phalaris (fr)
(f) Fausta
(m) Fauste
(f) Faustina
(m) Faustino : Faustin (fr), Faustino (es)
(m) Fausto : Faust (fr), Fausto (es)
(m) Febo : Phébus (fr), Phoebus (fr), Febo (es)
(f) Fedea : Fe (es)
(m) Fedon : Fedón (es), Phédon (fr)
(f) Fedra : Phèdre (fr), Fedra (es)
(m) Fedro : Fedro (es), Phèdre (fr)
(f) Felipa : Felipa (es), Philippa (fr)
(m) Felipe : Felipe (es), Philippe (fr)
(f) Felisa : Felisa (es)
(m) Felix : Félix (fr), Félix (es)
(f) Felizia : Félicie (fr), Felisa (es)
(m) Felizia : Félicie (fr), Felisa (es)
(m) Fenix : Phénix (fr), Fénix (es)
(m) Fermin : Fermín (es)
(f) Fermina : Fermina (fr), Fermina (es)
(f) Fernanda : Fernanda (es), Fernande (fr)
(m) Fernando : Fernando (es), Ferdinand (fr)
(m) Ferran : Ferdinand (fr), Fernando (es)
(m) Fidias : Fidias (es), Phidias (fr)
(m) Filemon : Philemon (fr), Filemón (es)
(f) Filipa
(m) Filipe : Felipe (es), Philippe (fr)
(m) Filipo : Filipo (es), Philippe (fr)
(m) Filoktetes : Philoctète (fr), Filoctetes (es)
(f) Filomela : Philomèle (fr), Filomela (es)
(m) Filopemen : Filopemén (es), Philopoemen (fr)
(m) Filostrato : Filóstrato (es), Philostratus (fr)
(f) Finia
(m) Flaminio : Flaminio (es), Flaminius (fr)
(f) Flora : Flore (fr), Flora (es)
(f) Florentzi : Florence (fr), Florencia (es)
(f) Florentzia : Florence (fr), Florencia (es)
(m) Florentzio : Florencio (es), Florent (fr)
(m) Florian
(m) Floriano : Floriano (es), Florien (fr)
(m) Floro : Floro (es), Florus (fr)
(m) Formoso : Formoso (es), Formose (fr)
(m) Fortun
(f) Fortuna : Fortune (fr), Fortuna (es)
(m) Fortunato : Fortunato (es), Fortunat (fr)
(m) Fozion : Foción (es), Phocion (fr)
(m) Frantses : Francisco (es), François (fr)
(m) Frantzes
(f) Frantzesa
(f) Frantziska : Francisca (es), Françoise (fr)
(m) Frantzisko : Francisco (es), François (fr)
(f) Frederika : Federica (es), Fédérica (fr)
(m) Frederiko : Federico (es), Frédéric (fr)
(m) Friniko : Frínico (es), Phrynichos (fr)
(f) Fruktuosa : Fructuosa (es)
(m) Fruktuoso : Fructueux (fr), Fructuoso (es)

## G
(m) Gabin : Gabin (fr), Gabino (es)
(m) Gabino : Gabin (fr), Gabino (es)
(m) Gabirel : Gabriel (fr), Gabriel (es)
(f) Gabiria
(m) Gabon
(f) Gabone : Navidad (es)
(m) Gabriel : Gabriel (fr), Gabriel (es)
(f) Gabriela : Gabriela (es), Gabrielle (fr)
(f) Gadea
(f) Gaia : Gê (fr), Gea (es), Gaïa (fr)
(f) Gaietana : Cayetana (es), Gaétane (fr)
(f) Gaila
(m) Gailo
(m) Gaio : Gayo (es), Gaius (fr), Cayo (es), Caius (fr)
(m) Gaitan : Cayetano (es), Gaétan (fr)
(m) Gaizka : Salvador (es), Salvator (fr), Sauveur (fr)
(f) Gaizkane : Salvadora (es)
(m) Gaizko
(f) Gala : Galla (fr), Gala (es)
(f) Galartza
(f) Galatea : Galatée (fr), Galatea (es)
(m) Galba : Galba (es), Galba (fr)
(m) Galder
(m) Galeno : Galeno (es), Galien (fr)
(m) Galerio : Galerio (es), Galère (fr)
(m) Galieno : Galieno (es), Gallien (fr)
(f) Gallarda
(m) Galo : Galo (es), Gallus (fr)
(f) Gamarra
(f) Gamitza
(m) Gamiz
(f) Ganboa
(m) Ganeko
(f) Ganeta
(m) Ganimedes : Ganymède (fr), Ganímedes (es)
(m) Ganiz : Jean (fr), Juan (en) (es)
(m) Gar
(f) Garai
(f) Garaine
(f) Garaiñe : Victoire (fr), Victoria (es)
(f) Garaipen : Victoire (fr), Victoria (es)
(f) Garaitia
(f) Garaitza : Victoire (fr), Victoria (es)
(f) Garaoa
(f) Garazi : Engrace (fr), Engracia (es), Grace (fr), Gracia (es)
(f) Garbi : Pura (es), Purificación (es)
(f) Garbikunde : Purificación (es)
(f) Garbiñe : Inmaculada (es), Purificación (es)
(m) Garbixo
(m) Gardele
(f) Gardotza
(f) Gares
(m) Gari
(m) Garikoitz
(m) Garin : Galindo (es), Garindo : Galindo (es)
(m) Garino : Galindo (es)
(f) Garoa
(f) Garrastatxu
(m) Gartxot
(f) Gartze : Grace (fr), Gracia (es)
(m) Gartzea
(m) Gartzen : Graciano (es), Gratien (fr)
(f) Gartzene : Graciana (es), Gracianne (fr)
(m) Gartzi
(m) Gartzia
(m) Gaskoi
(m) Gaskon
(m) Gaspar : Gaspar (es), Gaspard (fr)
(m) Gastea
(f) Gasteiz
(m) Gaston
(f) Gatzarrieta
(m) Gauargi
(m) Gaueko
(f) Gautegiz
(f) Gaxi
(f) Gaxux
(f) Gaxuxa
(f) Gazeta
(f) Gaztelu
(f) Gea : Gaïa (fr), Gê (fr), Gea (es)
(f) Gebara
(m) Gelasio : Gelasio (es), Gélase (fr)
(m) Gelio : Gelle (fr), Gelio (es)
(m) Genar : Janvier (fr), Jenaro (es)
(m) Gendule
(f) Genobeba : Geneviève (fr), Genoveva (es)
(f) Genofa : Geneviève (fr), Genoveva (es)
(f) Genoveva : Genoveva (es), Geneviève (fr)
(f) Gentzane : Paz (es)
(m) Gentzen
(m) Geraxan : Graciano (es), Gratien (fr)
(f) Geraxane : Graciana (es), Gracianne (fr)
(m) Gerbasi : Gervais (fr), Gervasio (es)
(f) Gereña
(f) Gergoana : Gregoriana (es)
(f) Gergore : Gregoria (es)
(m) Gergori : Grégoire (fr), Gregorio (es)
(f) Gerinda
(m) Gerion : Géryon (fr), Gerión (es)
(f) Gerizpe
(m) German : Germain (fr), Germán (es)
(f) Germana
(m) Germaniko : Germánico (es), Germanicus (fr)
(f) Gernika
(f) Gertrudis : Gertrudis (es), Gertrude (fr)
(m) Geta : Geta (es), Geta (fr)
(f) Gexina : Graciana (es), Gracianne (fr)
(m) Gilem : Guilhèm (fr), Guillaume (fr), Guillén (es), Guillermo (es)
(m) Gilen : Guillermo (es), Guillaume (fr)
(f) Gillarte
(m) Gillelm : Guilhèm (fr), Guillaume (fr), Guillén (es), Guillermo (es)
(m) Gillelmo : Guilhèm (fr), Guillaume (fr), Guillén (es), Guillermo (es)
(m) Gillen : Guilhèm (fr), Guillaume (fr), Guillén (es), Guillermo (es)
(m) Gillermo : Guilhèm (fr), Guillaume (fr), Guillén (es), Guillermo (es)
(m) Gindul
(f) Giputzuri
(f) Gisela : Gisela (es), Gisèle (fr)
(f) Gixane : Encarnación (es)
(f) Gizakunde : Encarnación (es)
(f) Gizane : Encarnación (es)
(m) Gizon
(m) Gogor
(f) Goiara
(f) Goiargia
(f) Goiatz
(f) Goikiria
(f) Goikogana
(f) Goitaa
(f) Goiuria
(f) Goizalde
(f) Goizane : Aurora (es), Aurore (fr)
(f) Goizargi : Aurora (es)
(f) Goizeder
(m) Goiznabar
(f) Goiztiri
(m) Gometz
(f) Gometza
(m) Gongotzon
(f) Gongotzone : Arcángela (es)
(m) Gontzal : Gonzale (fr), Gonzalo (es)
(f) Gopegi
(f) Gorane : Exaltación (es)
(f) Goratze : Exaltación (es)
(f) Gorbeia
(m) Gordiano : Gordiano (es), Gordien (fr)
(f) Gordoa
(m) Gorgias : Gorgias (es), Gorgias (fr)
(m) Gorka : Georges (fr), Jorge (es)
(m) Gorosti
(f) Gorostitza
(f) Gorozika
(m) Gorri
(f) Gorria
(f) Gorritiz
(f) Gorritza
(f) Goto
(m) Gotzon : Ange (fr), Ángel (es)
(f) Gotzone : Angèle (fr), Ángeles (es)
(f) Gozoa
(m) Grat
(f) Grazi : Grace (fr), Gracia (es)
(f) Grazia : Grace (fr), Gracia (es)
(m) Grazian : Graciano (es), Gratien (fr)
(f) Graziana : Graciana (es), Gracianne (fr)
(m) Graziano : Graciano (es), Gratien (fr)
(f) Graziosa : Grace (fr), Graciosa (es)
(f) Gregoria : Gregoria (es)
(m) Gregorio : Grégoire (fr), Gregorio (es)
(f) Gudane : Marciala (es)
(m) Gumersindo : Gumersindo (es), Gumesinde (fr)
(f) Gupida : Piedad (es)
(m) Gurbitz
(f) Gurbitza
(m) Gurbizar
(f) Gure
(m) Guren
(f) Gurenda : Victoire (fr), Victoria (es)
(f) Gurene
(f) Gurtza : Adoración (es), Rosario (es)
(m) Gurutz
(f) Gurutze : Cruz (es)
(f) Gurutzeta
(f) Guruzne : Cruz (es)
(m) Gustabo : Gustave (fr), Gustavo (es)
(m) Gustavo : Gustavo (es), Gustave (fr)

## H
(f) Habea
(m) Hades : Hadès (fr), Hades (es)
(m) Hadriano : Adriano (es), Hadrien (fr)
(f) Hahan
(m) Hailo
(m) Haitz
(f) Haitza
(m) Haize
(f) Haizea
(f) Haizeder
(f) Haizene
(f) Haltza
(m) Haran
(m) Hargin
(m) Haritz
(f) Haritza
(m) Harkaitz
(f) Harkaitza
(m) Harpokrates : Harpocrate (fr), Harpócrates (es)
(m) Harri
(m) Hartz
(m) Harzko
(f) Haurramari : Mariette (fr), Niña : Maria (es)
(f) Hebe : Hébé (fr), Hebe (es)
(m) Hedoi
(m) Hefesto : Hephaïstos (fr), Hefesto (es)
(f) Hegieder
(f) Hegoa
(m) Hegoi
(m) Heiko
(f) Hekate : Hécate (fr), Hécate (es)
(m) Hekateo : Hecateo (es), Hécatée (fr)
(m) Hektor : Hector (fr), Héctor (es)
(f) Helena : Elena (es), Hélène (fr), Helena (es)
(f) Helene : Elena (es), Hélène (fr)
(f) Heleni : Elena (es), Hélène (fr)
(m) Heleno : Hélénos (fr), Heleno (es)
(m) Heliodoro : Heliodoro (es), Héliodore (fr)
(m) Helios : Hélios (fr), Helios (es)
(m) Henrike : Enrique (es), Henri (fr)
(f) Henriketa : Enriqueta (es), Henrriette (fr)
(f) Hera : Héra (fr), Hera (es)
(m) Herakles : Héraclès (fr), Heracles (es)
(m) Heraklides : Heráclides (es), Héraclide (fr)
(m) Heraklito : Heráclito (es), Héraclite (fr)
(m) Heren
(m) Herkules : Hercule (fr), Hércules (es)
(f) Hermafrodita : Hermaphrodite (fr), Hermafrodita (es)
(m) Hermes : Hermès (fr), Hermes (es)
(f) Hermione : Hermione (fr), Hermiona (es), Hermione (es)
(m) Hermokrates : Hermócrates (es), Hermocratès (fr)
(m) Herodes : Herodes (es), Hérode (fr)
(m) Herodoto : Herodoto (es), Hérodote (fr)
(m) Heron : Herón (es), Héron (fr)
(m) Herostrato : Eróstrato (es), Hérostrate (fr)
(m) Hesiodo : Hesíodo (es), Hésiode (fr)
(f) Hestia : Hestia (fr), Hestia (es)
(f) Hiazinta : Hyacinthe (fr), Jacinta (es)
(m) Hiazinto : Hyacinthe (fr), Jacinto (es)
(f) Hidra : Hydre de Lerne (fr), Hidra (es)
(m) Hieron : Hierón (es), Hiéron (fr)
(m) Higino : Higinio (es), Hygin (fr)
(f) Hilaria : Hilaria (es), Hilarie (fr)
(m) Hilario : Hilaire (fr), Hilario (es)
(m) Himeneo : Hyménée (fr), Himeneo (es)
(m) Hiparko : Hiparco (es), Hipparque (fr)
(m) Hiperides : Hipérides (es), Hypéride (fr)
(m) Hipias : Hipias (es), Hippias (fr)
(m) Hipnos : Hypnos (fr), Hipnos (es)
(m) Hipokrates : Hipócrates (es), Hippocrate (fr)
(m) Hipolito : Hipólito (es), Hippolyte (fr)
(m) Hipomenes : Hippomène (fr), Hipómenes (es)
(m) Hiru
(f) Hirune : Trinidad (es)
(m) Hodei
(f) Hodeia
(m) Hodeiertz
(f) Hodeitza
(f) Holtzarte
(m) Homero : Homero (es), Homère (fr)
(f) Honorata : Honorata (es), Honorata (fr), Honorine (fr)
(m) Honorato : Honorat (fr), Honorato (es), Honoré (fr)
(m) Honorio : Honorio (es), Honorius (fr)
(m) Horazio : Horacio (es), Horace (fr)
(m) Horazio : Kokles : Horatius : Cocles (fr), Horacio : Cocles (es)
(m) Hormisdas : Hormisdas (es), Hormisdas (fr)
(m) Hortentsio : Hortensio (es)
(f) Hostaitza : Margarita (es), Marguerite (fr)
(f) Hostaizka : Margarita (es), Marguerite (fr)
(m) Hostilio : Hostilius (fr), Hostilio (es)
(f) Hua
(m) Hugo : Hugo (es), Hugues (fr)
(m) Hunberto : Humbert (fr), Humberto (es)
(m) Hurritz

## I
(f) Ibabe
(m) Ibai
(f) Ibaia
(m) Iban, dérivé de Joan
(f) Ibañeta
(m) Ibar
(m) Ibardin
(f) Ibarne
(f) Ibarreta
(f) Ibarruri
(f) Ibernalo
(m) Ibon
(f) Ibone
(f) Idauze
(f) Idoia
(f) Idoibaltzaga
(m) Idomeneo : Idoménée (fr), Idomeneo (es)
(f) Iduia
(f) Idurre
(m) Ieltxu
(f) Ifigenia : Iphigénie (fr), Ifigenia (es)
(f) Iga
(f) Igai
(m) Igantzi
(f) Igaratza
(m) Igari
(f) Igarne
(f) Igaro : Tránsito (es)
(f) Igarotze : Tránsito (es)
(m) Igeldo
(f) Ignazia : Ignacia (es), Ignatia (fr)
(m) Ignazio : Ignace (fr), Ignacio (es)
(f) Igoa : Ascensión (es)
(f) Igokunde : Ascensión (es)
(m) Igon
(f) Igone : Ascensión (es)
(m) Igor
(f) Igorre
(m) Igotz
(f) Iharte
(m) Ihintz
(f) Ihintza
(f) Ihurre
(m) Ihsan : Icare (fr), Icaro (es)
(m) Iker
(f) Ikerne : Visitación (es)
(f) Ikomar
(f) Ikurralde
(f) Ikuska
(f) Ilargi
(f) Ilargiñe
(f) Ilariñe : Hilaria (es)
(f) Ilazki
(f) Ilazkine
(f) Ildefontsa : Ildefonsa (es)
(m) Ildefontso : Ildefonse (fr), Ildefonso (es)
(f) Ilia
(f) Iligardia
(f) Illare : Hilaria (es), Hilarie (fr)
(m) Illari
(f) Illariñe
(f) Ilotz
(m) Ilun
(f) Iluna
(m) Iluntso
(f) Iluntze
(m) Ilurdo
(m) Iluro
(m) Inko
(m) Imanol : Emmanuel (fr), Manuel (es)
(f) Imanole : Emmanuelle (fr), Manuela (es)
(f) Iñake : Ignacia (es), Ignatia (fr)
(m) Iñaki : Ignace (fr), Ignacio (es)
(m) Inar
(f) Inaxi
(m) Inaxio
(m) Inazio : Ignace (fr), Ignacio (es)
(f) Ines : Agnès (fr), Inés (es)
(f) Inesa : Agnès (fr), Inés (es)
(f) Ingartze : Engrace (fr), Engracia (es)
(f) Inguma
(m) Iñigo
(m) Iñizio
(f) Ino : Ino (fr), Ino (es)
(f) Inozentzia : Inocencia (es)
(m) Inozentzio : Innocent (fr), Inocencio (es)
(m) Intxixu
(f) Intza
(f) Inuntze
(f) Io : Io (fr), Ío (es)
(m) Ipar
(f) Iparla
(f) Ira
(f) Irabia
(f) Iradi
(f) Iragarne : Anunciación (es)
(f) Iragartze : Anunciación (es)
(f) Iraide : Iraida (es)
(m) Iraitz
(m) Irakus
(f) Irakusne : Epifanía (es), Épiphanie (fr)
(f) Irangote
(f) Irantzu
(f) Irati
(f) Iratsa
(f) Iratxe
(f) Iratzagorria
(f) Iratze
(m) Iratzeder
(m) Iraultza
(f) Iraupen
(m) Ireber
(m) Iren
(f) Irene
(f) Iriberri
(f) Iriñuela
(f) Iris
(m) Irkus
(f) Irkusne : Epifanía (es), Épiphanie (fr)
(m) Irrintzi
(m) Irular
(f) Iruña
(f) Irune : Trinidad (es)
(f) Iruntze
(f) Iruri
(f) Irutxeta
(m) Isaak : Isaac (fr), Isaac (es)
(f) Isabel : Élisabeth (fr), Isabelle (fr)
(f) Isasi
(m) Isidor : Isidore (fr), Isidoro (es), Isidro (es)
(m) Isidoro : Isidore (fr), Isidoro (es)
(m) Isidro : Isidore (fr), Isidro (es)
(f) Ismene : Ismène (fr), Ismene (es)
(m) Isokrates : Isócrates (es), Isocrate (fr)
(f) Isturitze
(f) Itoitz
(f) Itsasne : Marina (fr), Marina (es)
(f) Itsaso
(m) Itsusko
(f) Itura
(m) Ituren
(f) Iturrieta
(f) Iturrisantu
(f) Itxaro : Esperanza (es)
(f) Itxaropena : Esperanza (es)
(f) Itxasne : Marina (fr), Marina (es)
(f) Itxaso : Mar (es)
(f) Itxina
(f) Itzaga
(m) Itzaina
(f) Itzalde
(f) Itzalle
(m) Itzaltzu
(f) Itzea
(f) Itziar
(m) Ixaka : Isaac (fr), Isaac (es)
(m) Ixion : Ixion (fr), Ixión (es)
(f) Ixone
(f) Izadi
(m) Izani
(f) Izar : Estrella (es)
(f) Izarne
(f) Izaro
(f) Izarra
(f) Izarraitz
(f) Izarzuria
(f) Izaskun
(m) Izei
(m) Izko
(f) Izortza
Iduzki

## J
(m) Jagoba : Jacques (fr), Santiago (es)
(f) Jagobe : Jacoba (es), Jacqueline (fr)
(m) Jaime : Jacques (fr), Jaime (es)
(f) Jaione : Natividad (es), Noelle (fr)
(m) Jaizkibel
(m) Jakes : Jacques (fr), Santiago (es)
(f) Jakinde : Hyacinthe (fr), Jacinta (es)
(m) Jakob : Jacob (fr), Jacob (es), Jacques (fr), Santiago (es)
(f) Jakoba : Jacoba (es), Jacqueline (fr)
(m) Jakobe : Jacques (fr), Santiago (es)
(m) Jakue : Jacques (fr), Santiago (es)
(f) Janire
(m) Janitz
(m) Jano : Janus (fr), Jano (es)
(m) Japeto : Japet (fr), Japeto (es)
(f) Jare
(m) Jaso
(m) Jason : Jasón (es), Jason (fr), Jatsu
(f) Jasone : Asunción (es)
(f) Jata
(m) Jaunti
(m) Jaunzuria
(m) Jeino
(f) Jenara : Genara (es), Janvière (fr)
(m) Jenaro : Janvier (fr), Jenaro (es)
(f) Jenobeba
(f) Jenofa
(m) Jeremi : Jeremías (es), Jérémie (fr)
(m) Jeremias : Jeremías (es), Jérémie (fr)
(m) Jeronimo : Jéroˆme (fr), Jerónimo (es)
(m) Jesus : Jesús (es), Jésus (fr)
(m) Joakim : Joachim (fr), Joaquín (es)
(f) Joakina : Joaquina (es)
(m) Joan : Jean (fr), Juan (en) (es)
(f) Joana : Jeanne (fr), Juana (es)
(f) Joane : Jeanne (fr), Juana (es)
(m) Joanes : Jean (fr), Juan (en) (es)
(m) Joango : Jean (fr), Juan (en) (es)
(m) Joanikot
(m) Joanikote : Jean (fr), Juan (en) (es)
(m) Joanis
(f) Joanitz : Jeanne (fr), Juana (es)
(f) Joanitza : Jeanne (fr), Juana (es)
(f) Joar
(m) Job
(f) Jokasta : Jocaste (fr), Yocasta (es)
(m) Jokin : Joachim (fr), Joaquín (es)
(f) Jokiñe : Joaquina (es)
(m) Jon : Jean (fr), Juan (en) (es)
(f) Jone : Jeanne (fr), Juana (es)
(f) Jonebatiste
(f) Jordana
(m) Joritz
(m) Joseba : José (en) (es), Joseph (fr)
(f) Josebe : Josefa (es), Josèphine (fr)
(f) Josebiñe
(m) Josef : José (en) (es), Joseph (fr)
(f) Josefa : Josefa (es), Josèphe (fr)
(f) Josepa : Josefa (es), Josèphine (fr)
(m) Josepe : José (en) (es), Joseph (fr)
(f) Josèphine (fr)
(m) Josu : Jesús (es), Jésus (fr)
(f) Josune : Jesusa (es)
(m) Joviano : Joviano (es), Jovien (fr)
(m) Juba : Juba (es), Juba (fr)
(m) Juda : Judas (es), Jude (fr)
(f) Jugatx
(f) Jule : Julia (fr), Julia (es)
(m) Julen : Julián (es), Julien (fr)
(f) Julene : Juliana (es), Julienne (fr)
(m) Juli : Jules (fr), Julio (es)
(f) Julia : Julia (fr), Julia (es)
(m) Julian : Julián (es), Julien (fr)
(f) Juliana : Juliana (es), Julienne (fr)
(m) Juliano : Juliano (es), Julien (fr), Julianus (fr)
(m) Julio : Jules (fr), Julio (es)
(m) Julo : Jule (fr), Julo (es)
(f) June
(m) Junon : Junon (fr), Juno (es)
(m) Jupiter : Jupiter (fr), Júpiter (es)
(m) Jurdan
(f) Jurdana
(m) Jurgi : Georges (fr), Jorge (es)
(f) Justa : Justa (es)
(f) Juste : Justa (es)
(m) Justi : Just (fr), Justo (es)
(m) Justin
(f) Justina : Justina (es), Justine (fr)
(f) Justiñe : Justina (es), Justine (fr)
(m) Justino : Justin (fr), Justino (es)
(m) Juvenal : Juvenal (es), Juvénal (fr)

## K
(m) Kadmo : Cadmos (fr), Cadmo (es)
(m) Kai : Cayo (es)
(f) Kaia : Caya (es)
(f) Kaie : Caya (es)
(f) Kaiene : Caya (es)
(m) Kaiet
(m) Kaio : Cayo (es), Caïus (fr)
(m) Kako : Cacus (fr), Caco (es)
(m) Kaligula : Calígula (es), Caligula (fr)
(m) Kalikrates : Calícrates (es), Callicratès (fr)
(m) Kalimako : Calímaco (es), Callimaque (fr)
(f) Kaliope : Calliope (fr), Calíope (es)
(m) Kalipso : Calypso (homonymie) (fr), Calipso (es)
(m) Kalistenes : Calístenes (es), Callisthène (fr)
(m) Kalisto : Calisto (es), Calixte (fr), Callisto (fr)
(m) Kalkas : Calchas (fr), Calcas (es)
(m) Kamil : Camille (fr), Camilo (es)
(m) Kamilo : Camille (fr), Camilo (es)
(f) Kara
(m) Karakala : Caracalla (es), Caracalla (fr)
(m) Kares : Cares (es), Charés (fr)
(f) Kariñe : Carina (es), Carine (fr)
(m) Karino : Carino (es), Carin (fr)
(f) Karitate : Caridad (es)
(f) Karla
(m) Karlo : Carlos (es), Charles (fr)
(m) Karlos : Carlos (es), Charles (fr)
(f) Karlota
(m) Karmel : Carme (fr), Carmelo (es)
(f) Karmele : Carmen (fr), Carmen (es)
(m) Karmelo : Carmel (fr), Carmelo (es)
(f) Karmen : Carmen (fr), Carmen (es)
(m) Karneades : Carneades (es), Carnéade (fr)
(m) Karo : Caro (es), Carus (fr)
(f) Karolina
(m) Karon : Charon (fr), Caronte (es)
(m) Karonte : Charon (fr), Caronte (es)
(f) Kasandra
(m) Kasandro : Casandro (es), Cassandre (fr)
(m) Kasi
(f) Kasilda
(m) Kasildo
(m) Kasimir : Casimir (fr), Casimiro (es)
(m) Kasimiro : Casimir (fr), Casimiro (es)
(m) Kasiodoro : Casiodoro (es), Cassiodore (fr)
(m) Kastor : Cástor (es), Castor (fr)
(f) Katalin : Catalina (en) (es), Catherine (fr)
(f) Katalina : Catalina (es), Catherine (fr)
(f) Katarina
(f) Katariñe : Catalina (es), Catherine (fr)
(f) Katelina
(f) Katerina
(m) Katilina : Catilina (es), Catilina (fr)
(f) Katixa : Catalina (en) (es), Catherine (fr)
(m) Katon : Catón (es), Caton (fr)
(f) Katrin : Catalina (en) (es), Catherine (fr)
(f) Kattalin
(f) Kattin
(m) Katulo : Catulo (es), Catulle (fr)
(f) Kaulde
(m) Kauldi : Claude (fr), Claudio (es)
(m) Kelmen
(f) Keltse : Celsa (es)
(m) Keltso : Celse (fr), Celso (es)
(m) Kemen
(f) Kemena
(m) Kepa : Pedro (es), Pierre (fr)
(f) Kepe : Perrine (fr), Petra (es)
(m) Keperin
(f) Keperiñe
(m) Kerman : Germain (fr), Germán (es)
(f) Kexaa
(m) Kilon : Quilón (es), Chilon (fr)
(f) Kima
(f) Kimera : Chimère (fr), Quimera (es)
(m) Kimetz
(f) Kinta
(m) Kintiliano : Quintiliano (es), Quintilien (fr)
(m) Kintilo : Quintilo (es), Quintilus (fr)
(m) Kinto : Quinto (es), Quinte (fr)
(m) Kirino : Quirinus (fr), Quirino (es)
(m) Kiritz
(m) Kiron : Chiron (fr), Quirón (es)
(m) Kirru
(m) Kismi
(f) Kispiñe : Crispina (es)
(f) Kistiñe : Christine (fr), Cristina (es)
(f) Kiteria : Quiteria (es)
(f) Kizkitza
(f) Klara : Claire (fr), Clara (es)
(f) Klaudia : Claudia (es)
(m) Klaudiano : Claudiano (es), Claudien (fr)
(m) Klaudio : Claude (fr), Claudio (es)
(m) Klemente : Clément (fr), Clemente (es)
(m) Kleobulo : Cleóbulo (es), Cléobule (fr)
(m) Kleomenes : Cleómenes (es), Cléomene (fr)
(f) Kleopatra : Cleopatra (es), Cléopâtre (fr)
(m) Kleto : Cleto (es), Clet (fr), Anaclet (fr)
(f) Klio : Clio (fr), Clio (es)
(m) Klistenes : Clístenes (es), Clisthéne (fr)
(f) Klitemnestra : Clytemnestre (fr), Clitemnestra (es)
(f) Klodin
(m) Kloro : Cloro (es), Chlore (fr)
(m) Klotilde : Clotilde (fr), Clotilde (es)
(f) Kodes
(f) Koikile : Cécile (fr), Cecilia (en) (es)
(f) Koikille
(m) Koikilli : Cecilio (es)
(m) Koldo : Louis (fr), Luis (en) (es)
(m) Koldobika : Louis (fr), Luis (en) (es)
(f) Koldobike : Louise (fr), Luisa (es)
(f) Koldobiñe : Louise (fr), Luisa (es)
(m) Kolumela : Columela (es), Columelle (fr)
(f) Kometitza
(m) Komodo : Cómodo (es), Commode] (fr)
(m) Konon : Conón (es), Conon (fr)
(m) Konstante : Constante (es), Constant (fr)
(m) Konstantino : Constantino (es), Constantin (fr)
(f) Konstantze
(m) Konstantzio : Constance (fr), Constancio (es)
(f) Kontesa
(f) Kontsuelo
(f) Kontxesi : Concepción (es)
(f) Kontzeziona : Concepción (es)
(m) Korbulon : Corbulón (es), Corbulo (fr)
(m) Koriolano : Coriolano (es), Coriolan (fr)
(f) Kornelia : Cornelia (es), Cornelia (fr)
(m) Kornelio : Cornelio (es), Corneille (fr)
(f) Koro
(f) Koruko
(m) Kosme : Côme (fr), Cosme (es)
(f) Kostantze : Costancia (es)
(f) Kostantzia
(m) Kostantzio
(m) Kostobare : Christophe (fr), Cristóbal (es)
(m) Kostobaro : Christophe (fr), Cristóbal (es)
(m) Kraso : Craso (es), Crassus (fr)
(m) Kratino : Cratino (es), Cratinos (fr)
(m) Kresal
(m) Kripan
(m) Krisipo : Crisipo (es), Chrysippe (fr), Krispin : Crépin (fr), Crispín (es)
(m) Kristian : Christian (fr), Cristian (es)
(f) Kristina : Christine (fr), Cristina (es)
(m) Kristobal : Christophe (fr), Cristóbal (es)
(f) Kristobala
(m) Kristobare : Christophe (fr), Cristóbal (es)
(m) Kritias : Critias (es), Critias (fr)
(m) Kronos : Cronos (fr), Kronos (fr), Cronos (es)
(f) Krutziaka
(m) Ktesias : Ctesias (es), Ctésias (fr)
(m) Kupido : Cupidon (fr), Cupido (es)
(f) Kupiñe : Piedad (es)
(m) Kurtzio : Curce (fr), Curcio (es)
(f) Kurutzeta
(f) Kutsuge : Inmaculada (es), Purificación (es)
(m) Kutun
(f) Kutuna

## L
(f) Labraza
(f) Lagran
(f) Laguntza : Socorro (es)
(f) Laguntzane : Socorro (es)
(f) Lahe
(f) Laia
(f) Laida
(f) Laiene
(m) Lain
(f) Laino
(f) Lakora
(m) Lakubegi
(f) Lama
(f) Lamia
(f) Lamiaran
(f) Lamina
(f) Lamindao
(f) Landa
(m) Lander
(f) Landere
(m) Lando : Landón (es), Landon (fr)
(f) Laño
(m) Lantz
(m) Laokoon : Laocoon (fr), Laocoonte (es)
(m) Laokoonte : Laocoon (fr), Laocoonte (es)
(m) Laomedon : Laomédon (fr), Laomedonte (es)
(m) Laomedonte : Laomédon (fr), Laomedonte (es)
(m) Laratz
(f) Larra
(m) Larrain
(f) Larraine
(f) Larraitz
(f) Larrara
(f) Larratza
(f) Larrauri
(f) Larrea
(f) Larrintzar
(f) Larrosa : Rosa (es)
(m) Lartaun
(f) Lasarte
(m) Laskain
(m) Lasko
(m) Lastarri
(m) Lastur
(m) Latino : Latinus (fr), Latino (es)
(f) Latona : Latone (fr), Latona (es)
(f) Latsari
(f) Latxa
(m) Lauaxeta
(f) Laura
(f) Laureana
(m) Laureano : Lauréan (fr), Laureano (es)
(m) Lauren : Lauréan (fr), Laureano (es)
(m) Laurendi : Laurent (fr), Lorenzo (es)
(f) Laurene
(m) Laurentzi : Laurent (fr), Lorenzo (es)
(m) Laurgain
(f) Lavinia : Lavinia (es), Lavinia (fr)
(m) Lazaro : Lazare (fr), Lázaro (es)
(f) Lea
(m) Leandro : Léandre (fr), Leandro (es)
(f) Leda : Léda (fr), Leda (es)
(f) Legaire
(f) Legarda
(f) Legarra
(f) Legate
(m) Legazpi
(f) Legendika
(f) Legundia
(m) Leheren
(m) Lehior
(m) Leioari
(f) Leiore
(f) Leire
(f) Lekanda
(f) Lekerika
(f) Lekuine
(f) Lemoa
(f) Lemoiz
(m) Lentulo : Léntulo (es), Lentulus (fr)
(f) Leokadia : Leocadia (es), Léocadie (fr)
(m) Leokadio : Leocadio (es)
(m) Leokares : Leocares (es), Léocharès (fr)
(m) Leon : León (es), Léon (fr)
(m) Leonidas : Leónidas (es), Léonidas (fr)
(f) Leonor : Leonora (es), Léonore (fr)
(f) Leontzia
(m) Leontzio : Leonce (fr), Leoncio (es)
(f) Leorin
(m) Lepido : Lépido (es), Lépide (fr)
(f) Lerate
(m) Lerrutz
(m) Lertsun
(f) Leskarre
(m) Lete : Léthé (fr), Lete (es), Leteo (es)
(f) Letizia : Laetitia (fr), Leticia (es)
(f) Leto : Léto (fr), Leto (es)
(f) Leunda
(f) Leundia
(m) Leuzipo : Leucipo (es), Leucippe (fr)
(f) Lexantzü
(m) Lexoti
(f) Lexuri
(f) Leza
(f) Lezaeta
(f) Lezeta
(f) Leziza
(m) Lezo
(f) Libe : Libbie (fr), Libia (es)
(m) Liberio : Liberio (es), Libère (fr)
(f) Liboa
(f) Lide : Lidia (es), Lydie (fr)
(f) Lidia : Lidia (es), Lydie (fr)
(f) Lidubiñe
(m) Lier
(f) Liernia
(f) Ligi
(f) Liginaga
(f) Likoa
(m) Likofron : Licofrón (es), Lycophron (fr)
(m) Likurgo : Licurgo (es), Lycurgue (fr)
(f) Lili
(f) Lilian
(m) Lino : Lino (es), Lin (fr)
(m) Lirain
(m) Lisandro : Lisandro (es), Lysandre (fr)
(m) Lisias : Lisias (es), Lysias (fr)
(m) Lisimako : Lisímaco (es), Lysimaque (fr)
(m) Lisipo : Lisipo (es), Lysippe (fr)
(f) Livia : Livia (es), Livie (fr)
(m) Livio : Livius (fr), Livio (es)
(m) Lizar
(m) Lizardi
(m) Lizinio : Licinio (es), Licinius (fr)
(f) Llona
(m) Lohitz
(f) Lohizune
(f) Loinatz
(f) Loiola
(f) Lokade
(m) Lokadi
(f) Lokadia : Leocadia (es), Léocadie (fr)
(m) Lokiz
(m) Lon : León (es), Léon (fr)
(m) Longo : Longo (es), Longus (fr), Longos (fr)
(f) Lonora : Leonora (es), Léonore (fr)
(f) Lonore
(f) Lontze
(m) Lontzi : Leonce (fr), Leoncio (es)
(m) Lope
(f) Lopeitza
(m) Lopeko
(f) Lorda : Lourdes (fr), Lourdes (es)
(f) Lore
(f) Lorea
(f) Loredi
(f) Lorentza
(m) Lorentzo : Laurent (fr), Lorenzo (es)
(f) Lorete : Loreto (es), Lorette (fr)
(f) Loria : Gloria (de) (es)
(f) Lotza
(f) Loxa
(m) Luar
(m) Luberri
(m) Luis (en) : Louis (fr), Luis (en) (es)
(f) Luisa : Louise (fr), Luisa (es)
(m) Luka : Luc (fr), Lucas (es)
(f) Lukadia : Leocadia (es), Léocadie (fr)
(m) Lukano : Lucano (es), Lucain (fr)
(m) Lukas : Luc (fr), Lucas (es)
(f) Luke : Lucía (es), Lucie (fr)
(m) Luken : Luciano (es), Lucien (fr)
(f) Lukene : Luciana (es), Lucienne (fr)
(m) Luki : Lúcio (es)
(f) Lukrezia : Lucrecia (es), Lucrèce (fr)
(m) Lukrezio : Lucrecio (es), Lucrèce (fr)
(m) Lukulo : Lúculo (es), Lucullus (fr)
(f) Lur
(f) Lurda
(f) Lurra
(f) Lutxi : Lucía (es), Lucie (fr)
(f) Luz (es)
(f) Luzaide
(m) Luze
(f) Luzia : Lucía (es), Lucie (fr)
(f) Luziana : Luciana (es), Lucienne (fr)
(m) Luziano : Luciano (es), Lucien (fr)
(m) Luzifer : Lucifer (fr), Lucifer (es)
(m) Luzilio : Lucilio (es), Lucilius (fr)
(m) Luzio : Lúcio (es), Lucius (fr)

## M
(f) Madalen
(m) Madari
(f) Maddalen : Madeleine (fr), Magdalena (es)
(f) Maddi : María (es), Marie (fr)
(f) Magdalena : Madeleine (fr), Magdalena (es)
(m) Magnentzio : Magnencio (es), Magnence (fr)
(f) Maia : María (es), Marie (fr)
(f) Maialen : Madeleine (fr), Magdalena (es)
(m) Maide
(f) Maider
(f) Maier
(f) Maintzia
(f) Maiora
(m) Maioriano : Mayoriano (es), Majorien (fr)
(m) Mairu
(f) Maitagarri
(f) Maitane : Aimée (fr), Amada (es), Amor (es)
(f) Maitasuna
(f) Maite : Amada (es)
(f) Maiteder
(f) Maitele
(f) Maitena
(m) Maiu
(f) Makatza
(m) Makrino : Macrino (es), Macrin (fr)
(m) Makrobio : Macrobio (es), Macrobe (fr)
(f) Maldea
(m) Malder
(f) Maldera : Desamparados (es)
(f) Malderra
(f) Malen
(f) Mamariga
(m) Mamerto : Mamert (fr), Mamerto (es)
(m) Mami : Mamés (es), Mammès (fr)
(f) Maña
(f) Mañarrieta
(f) Mañe : Marina (fr), Marina (es)
(m) Manez
(m) Mantxo
(f) Mantzia
(m) Mantzio
(m) Manuel
(f) Marauri
(m) Maren : Marianno (fr), Mariano (es)
(f) Margarita : Margarita (es), Marguerite (fr)
(f) Mari
(f) Maria : María (es), Marie (fr)
(f) Mariabatista
(f) Mariabaztan
(f) Mariadam
(f) Mariaestebania : Estefanía (es), Etiennette (fr), Stéphanie (fr)
(f) Mariafermin
(f) Mariajakobe
(f) Mariajakua
(f) Mariajurdana
(f) Mariaka
(f) Mariamatias
(f) Mariamendaro
(f) Mariamikele
(f) Mariana : Mariana (es), Marianne (fr)
(f) Mariandreko
(f) Mariandres
(m) Mariano
(f) Marianton
(f) Mariapaule
(f) Mariapetriko
(f) Mariarano
(f) Mariarbel
(f) Mariarramon
(f) Mariartze
(f) Mariasebastian
(f) Mariasunbil
(f) Mariaurra
(f) Mariaxuri
(f) Mariazentzio
(f) Maribeltz
(f) Maribertiz
(f) Maridomingo
(f) Marieder
(f) Mariederko
(f) Mariesteban : Estefanía (es), Etiennette (fr), Stéphanie (fr)
(f) Marieta
(f) Mariezkurra
(f) Marigabon : Mª : Navidad (es), Navidad (es)
(f) Marigartzia
(f) Marigorri
(f) Marigozo
(f) Marijoan
(f) Marijoanexko
(f) Marijoango
(f) Marijoanto
(f) Marijoantxi
(f) Marikatxalin
(f) Marimaite : María : Amada (es)
(f) Marimartin
(f) Marimigel
(f) Marina : Marina (fr), Marina (es)
(f) Mariñe : Marina (fr), Marina (es)
(m) Marinel
(m) Marino : Marino (es), Marin (fr)
(m) Mario : Mario (es), Marius (fr)
(f) Marioitz
(f) Mariotsoa
(f) Marisantzeko
(f) Maritomas
(f) Marittipi
(f) Maritxalar
(f) Maritza
(f) Mariurdin
(f) Marizuri
(m) Markel : Marcel (fr), Marcelo (es)
(f) Markele : Marcela (es), Marcelle (fr), Marciala (es)
(m) Markelin : Marcelino (es), Marcellin (fr)
(f) Markeliñe : Marcelina (es), Marcelline (fr)
(f) Markesa
(m) Marko : Marc (fr), Marcos (es)
(f) Marta
(m) Marte : Mars (fr), Marte (es)
(m) Marti : Martin (fr), Martín (es)
(m) Martie : Martin (fr), Martín (es)
(m) Martiko : Martin (fr), Martín (es)
(m) Martin : Martin (fr), Martín (es)
(f) Martina : Martina (es), Martine (fr)
(f) Martiñe : Martina (es), Martine (fr)
(f) Martioda
(m) Martitz
(f) Martitza : Martina (es), Martine (fr)
(m) Martsias : Marsyas (fr), Marsias (es)
(m) Martzel : Marcel (fr), Marcelo (es)
(f) Martzela : Marcela (es), Marcelle (fr)
(m) Martzelin
(f) Martzelina : Marcelina (es), Marcelline (fr)
(m) Martzelino : Marcelino (es), Marcellin (fr)
(m) Martzelo : Marcel (fr), Marcelo (es)
(m) Martzial : Marcial (es), Martial (fr)
(f) Martziala : Marciala (es)
(m) Martzio : Marcius (fr), Marcio (es)
(m) Mateo : Mateo (es), Matthieu (fr)
(m) Matias : Matías (es), Matthias (fr)
(f) Matiena
(f) Matilde : Matilde (es), Mathilde (fr)
(f) Mattane : Amor (es)
(f) Matxalen : Madeleine (fr), Magdalena (es)
(m) Matxin : Martin (fr), Martín (es)
(f) Maura
(m) Maurizio : Maurice (fr), Mauricio (es)
(m) Maxentzio : Majencio (es), Maxence (fr)
(f) Maxima : Máxima (es), Maxima (fr)
(m) Maximiano : Maximiano (es), Maximien (fr)
(m) Maximino : Maximino (es), Maximin (fr)
(m) Maximo : Maxime (fr), Máximo (es)
(f) Mazmela
(f) Meana
(f) Medea : Médée (fr), Medea (es)
(f) Medusa : Méduse (fr), Medusa (es)
(f) Megera : Mégère (fr), Megera (es)
(m) Mela : Mela (es), Mela (fr)
(m) Meliton : Melitón (es), Méliton (fr)
(m) Melkiades : Melquíades (es), Miltiade (fr), Milcíades (es), Melchiade (fr)
(f) Mellera
(f) Melpomene : Melpomène (fr), Melpomene (es)
(m) Meltxor : Melchior (fr), Melchor (es)
(m) Memnon : Memnon (fr), Memnón (es)
(f) Meñaka
(m) Menandro : Menandro (es), Ménandre (fr)
(m) Mendaur
(f) Mendeika
(f) Mendia
(f) Mendigaña
(m) Menelao : Ménélas (fr), Menelao (es)
(m) Menipo : Menipo (es), Ménippe (fr)
(f) Mentzia
(m) Merkurio : Mercure (fr), Mercurio (es)
(f) Mesalina : Mesalina (es), Messaline (fr)
(f) Mesantza
(f) Mesede : Mercedes (es)
(m) Metelo : Metelo (es), Metellus (fr)
(m) Meteri
(m) Mezenas : Mecenas (es), Mécène (fr)
(f) Mezkia
(m) Michèlle (fr), Miguel (es)
(m) Midas : Midas (fr), Midas (es)
(f) Mikaela : Micaela (es), Michelle (en) (fr)
(m) Mikel : Michel (fr), Miguel (es)
(f) Mikela : Micaela (es), Michelle (en) (fr)
(m) Mikelats
(m) Mikeldi
(f) Mikele : Micaela (es), Michel (fr), Michelle (en) (fr), Miguel (es)
(m) Mikele : Micaela (es), Michel (fr)
(f) Mikeleitza
(f) Mikelitza
(f) Milia
(m) Milian : Emiliano (es), Émilien (fr)
(m) Millan : Milien (fr), Millán (es)
(m) Milon : Milón (es), Milon (fr)
(m) Miltziades : Milcíades (es), Miltiade (fr)
(m) Mimnermo : Mimnermo (es), Mimnerme (fr)
(f) Minerva : Minerve (fr), Minerva (es)
(m) Minos : Minos (fr), Minos (es)
(m) Minotauro : Minotaure (fr), Minotauro (es)
(m) Minuzio : Minucio (es), Minucius (fr)
(f) Mirari : Milagros (en) (es)
(f) Miren : María (es), Marie (fr)
(m) Mirena
(f) Mireti
(m) Miron : Mirón (es), Myron (fr)
(m) Mitxel : Michel (fr), Miguel (es)
(f) Mnemosina : Mnémosyne (fr), Mnemosina (es)
(m) Mnesikles : Mnesicles (es), Mnésiclès (fr)
(m) Modesto : Modeste (fr), Modesto (es)
(m) Moises : Moïse (fr), Moisés (es)
(f) Molora
(f) Monika : Mónica (es), Monique (fr)
(f) Monike : Mónica (es), Monique (fr)
(f) Monoza
(m) Morfeo : Morphée (fr), Morfeo (es)
(m) Mumio : Mummio (es), Mummius (fr)
(f) Munain
(f) Munata
(f) Mundaka
(f) Munia
(f) Munina
(m) Munio
(f) Muntsaratz
(f) Munuza
(f) Munuza
(m) Murtuts : Fructueux (fr), Fructuoso (es)
(f) Murueta
(f) Murugarren
(f) Muruzabal
(f) Muskia
(f) Muskilda
(m) Musko
(m) Mustio : Agustín (es), Augustin (fr)
(f) Muxika
(m) Muzio : Eszevola : Mucius : Scaevola (fr), Mucio : Escévola (es)

## N
(m) Nabar
(f) Nabarra
(f) Nabarrina
(m) Nabis : Nabis (es), Nabis (fr)
(f) Nafarra
(f) Nagitz
(f) Nagore
(m) Nahi
(f) Nahia
(f) Nahikari
(f) Naiara
(f) Narea
(f) Naroa
(m) Nartses : Narsés (es), Narsès (fr)
(m) Nartziso : Narciso (es), Narcisse (fr)
(f) Natibitate : Natividad (es), Noelle (fr)
(f) Natxitua
(m) Nearko : Nearco (es), Nearque (fr)
(m) Negu
(f) Negua
(f) Nekane : Dolores (es)
(m) Neketi
(f) Nekoitza
(m) Nemesio : Nemèse (fr), Nemesio (es)
(f) Nemesis : Némésis (fr), Némesis (es)
(m) Nepote : Nepote (es), Nepos (fr)
(m) Neptuno : Neptune (fr), Neptuno (es)
(f) Nere
(f) Nerea
(m) Nereo : Nérée (fr), Nereo (es)
(m) Neron : Nerón (es), Néron (fr)
(m) Nerva : Nerva (es), Nerva (fr)
(f) Neskato
(f) Neskur
(f) Neskuts
(m) Neso : Nessos (fr), Nessus (fr), Neso (es)
(m) Nestor : Nestor (fr), Néstor (es)
(m) Nikanor : Nicanor (fr), Nicanor (es)
(m) Nikola :  Nicolas (fr), Nicolás (es)
(m) Nikolas : Nicolas (fr), Nicolás (es)
(f) Nikolasa : Nicolasa (es), Nicole (fr)
(m) Nikolau : Nicolas (fr), Nicolás (es)
(f) Nikole : Nicolasa (es), Nicole (fr)
(m) Nikomedes : Nicomède (fr), Nicomedes (es)
(f) Nille
(f) Ninbe
(f) Niobe : Niobé (fr), Níobe (es)
(m) Nizias : Nicias (es), Nicias (fr)
(f) Nonaki
(f) Nora
(m) Norberto : Norbert (fr), Norberto (es)
(m) Novaziano : Novaciano (es), Novatien (fr)
(f) Nubilla
(m) Numa : Ponpilio : Numa : Pompilius (fr), Numa : Pompilio (es)
(m) Numitor : Numitor (fr), Numitor (es)
(f) Nunilo
(m) Nuno : Nuño (es)
(m) Nuño : Nuño (es)
(m) Nunu : Nuño (es)

## O
(m) Obeko
(m) Odoakro : Odoacro (es), Odoacre (fr)
(m) Odon
(f) Oianko
(f) Oiartza
(m) Oiartzo
(f) Oibar
(m) Oidor
(m) Oier
(m) Oihan
(f) Oihana
(f) Oihane
(f) Oilandoi
(m) Oinarri
(m) Oinatz
(f) Oitia
(m) Oiz
(f) Oka
(f) Okariz
(m) Oker
(f) Okerruri
(f) Oketa
(f) Okina
(f) Okon
(f) Okondo
(f) Oktavia : Octavia (es), Octavie (fr)
(m) Oktavio : Octavien (fr), Octavio (es)
(f) Olaia : Eulalia (es), Eulalie (fr)
(f) Olaitz
(f) Olarizu
(f) Olarre
(f) Olartia
(f) Olatz
(m) Olegario : Olegario (es), Ollégaire (fr)
(f) Oleta
(m) Olinpias : Olimpia (es), Olympias (fr)
(m) Olio
(f) Olite
(f) Oloritz
(f) Oloroe
(f) Ona
(f) Oña
(f) Ondiz
(f) Ondoa
(f) Oneka
(f) Oneraspen : Fructuosa (es)
(f) Oneretsu : Fructuosa (es)
(f) Onintza
(f) Onintze
(m) Ontzalu : Gonzale (fr), Gonzalo (es)
(m) Ontzaluxe
(f) Opakua
(m) Orats
(f) Orbaitz
(f) Orbange : Inmaculada (es)
(f) Orbita
(f) Ordizia
(m) Ordoitz
(f) Oreitia
(f) Oreka
(f) Orella
(f) Orendain
(m) Orentzi : Orencio (es)
(m) Orestes : Oreste (fr), Orestes (es)
(m) Orfeo : Orphée (fr), Orfeo (es)
(m) Orgi
(m) Orhi
(f) Oria
(f) Oribita
(m) Orion : Orion (fr), Orion (es)
(f) Oritz
(m) Orixe
(m) Orkatz
(f) Oro
(f) Orobita
(f) Ororbia
(f) Orose : Orosia (es)
(f) Oroxi : Orosia (es)
(f) Orrao
(f) Orreaga
(f) Orta
(m) Orti
(f) Ortixa
(m) Ortzadar
(m) Ortzi
(m) Osaba
(m) Osabaritz
(f) Osana
(f) Osane : Remedios (es)
(m) Oskar : Oscar (fr), Oscar (es)
(m) Oskarbi
(m) Oskax
(f) Oskia
(m) Oskillaso
(m) Ostadar
(f) Ostaixka
(f) Ostatxu : Belén (es)
(f) Osteritz
(m) Ostertz
(f) Otadia
(m) Otaño
(f) Otatza
(m) Otili
(f) Otille
(m) Oto : Odon (fr), Odón (es)
(m) Oton : Otón (es), Othon (fr)
(f) Otsakar
(m) Otsalar
(f) Otsanda
(m) Otsando
(f) Otsantze
(m) Otsoa
(m) Otsobi
(f) Otxanda
(m) Otxando
(m) Otxoa
(f) Otxoanda
(f) Otxoitza
(m) Otxoko
(m) Otxote
(f) Otzaurte
(m) Ovidio : Ovidio (es), Ovide (fr)
(m) Oxarra
(f) Ozana
(m) Ozeano : Océan (fr), Océano (es)
(f) Ozeta
(m) Ozkar

## P
(m) Pago
(m) Paken
(m) Pakuvio : Pacuvio (es), Pacuvius (fr)
(m) Pan : Pan (fr), Pan (es)
(f) Pandora : Pandore (fr), Pandora (es)
(f) Pangua
(m) Pankrazio : Pancrace (fr), Pancracio (es)
(f) Pantxa : Francisca (es), Françoise (fr)
(f) Pantxika : Francisca (es), Françoise (fr)
(f) Pantxike : Francisca (es), Françoise (fr)
(m) Pantxiko : Francisco (es), François (fr)
(m) Pantxo : Francisco (es), François (fr)
(m) Pantxoa : Francisco (es), François (fr)
(m) Papiniano : Papiniano (es), Papinien (fr)
(f) Parezi
(m) Paris : Pâris (fr), Paris (es)
(m) Parmenides : Parménides (es), Parménide (fr)
(m) Parmenion : Parmenión (es), Parménion (fr)
(m) Parrasio : Parrasio (es), Parrhasios (fr)
(f) Pasifae : Pasiphaé (fr), Pasífae (es)
(m) Paskal
(f) Paskala :Pascale (fr), Pascuala (es)
(m) Paskoal : Pascal (fr), Pascual (es)
(f) Paskoala : Pascale (fr), Pascuala (es)
(m) Paterkulo : Paterculus (fr), Patérculo (es)
(f) Patirke : Patricia (fr), Patricia (es)
(m) Patrik : Patrice (fr), Patricio (es), Patrick (fr)
(f) Patrizia : Patricia (fr), Patricia (es)
(m) Patrizio : Patrice (fr), Patricio (es), Patrick (fr)
(m) Patroklo : Patrocle (fr), Patroclo (es)
(m) Patxi : Francisco (es), François (fr)
(f) Patxika : Francisca (es), Françoise (fr)
(m) Patxo : Francisco (es), François (fr)
(m) Patziku : Francisco (es), François (fr)
(m) Paul : Pablo (es), Paul (fr)
(f) Paula (en)
(f) Paule : Paula (en) (es), Paule (fr)
(f) Paulina (en) : Paulina (en) (es), Pauline (fr)
(m) Paulino : Paulin (fr), Paulino (es)
(m) Paulo : Pablo (es), Paul (fr)
(m) Pausanias : Pausanias (es), Pausanias (fr)
(m) Pegaso : Pégase (fr), Pegaso (es)
(m) Pelagio : Pelagio (es), Pélage (fr)
(m) Pelaio : Pélage (fr), Pelayo (es)
(f) Pele : Felisa (es)
(m) Peleo : Pelée (fr), Peleo (es)
(m) Peli
(m) Pello : Pedro (es), Pierre (fr)
(m) Pelope : Pélops (fr), Pélope (es)
(m) Pelopidas : Pelópidas (es), Pélopidas (fr)
(f) Penelope : Pénélope (fr), Penélope (es)
(f) Pentesilea : Penthésilée (fr), Pentesilea (es)
(m) Per
(m) Perderika
(f) Perderike : Federica (es), Fédérica (fr)
(m) Perdikas : Perdicas (es), Perdiccas (fr)
(f) Perdiñande : Fernanda (es), Fernande (fr)
(m) Periandro : Periandro (es), Périandre (fr)
(m) Perikles : Pericles (es), Périclès (fr)
(m) Peritxo
(f) Peritza
(f) Perpete
(f) Perpetua
(m) Pertinax : Pertinax (es), Pertinax (fr)
(f) Pertsefone : Perséphone (fr), Perséfone (es)
(m) Pertseo : Persée (fr), Perseo (es)
(m) Pertsio : Persio (es), Perse (fr)
(m) Peru : Pedro (es), Pierre (fr)
(m) Peruski
(m) Perutxo
(m) Petiri : Pedro (es), Pierre (fr)
(f) Petra
(f) Petri : Pedro (es), Perrine (fr), Petra (es)
(m) Petri : Pedro (es), Perrine (fr), Petra (es), Pierre (fr)
(m) Petronio : Petronio (es), Pétrone (fr)
(f) Petruxka : Perrine (fr), Petra (es)
(f) Pia : Pía (es), Pia (fr)
(f) Pierre (fr)
(f) Pietate
(f) Pietatea : Piedad (es)
(f) Pilare : Pilar (es)
(m) Pilato : Pilato (es), Pilate (fr), Pilatos (es)
(f) Pilipe : Felipa (es), Philippa (fr)
(m) Pindaro : Píndaro (es), Pindare (fr)
(m) Pio : Pie (fr), Pío (es),  Le Pieux (fr)
(m) Piritoo : Pirithoos (fr), Piritoo (es)
(m) Pirmin : Fermín (es), Firmin (fr)
(f) Pirmine : Fermina (es)
(f) Pirra : Pyrrha (fr), Pirra (es)
(m) Pirro : Pyrrhos (fr), Pirro (es)
(m) Pirron : Pirrón (es), Pyrrhon (fr)
(f) Pisana
(m) Pisistrato : Pisístrato (es), Pisistrate (fr)
(m) Pitagoras : Pitágoras (es), Pythagore (fr)
(m) Pitako : Pítaco (es), Pittacos (fr)
(m) Piteas : Piteas (es), Pythéas (fr)
(f) Piton : Python (fr), Pitón (es)
(f) Pizkunde : Resurrección (es)
(m) Platon : Platón (es), Platon (fr)
(m) Plauto : Plauto (es), Plaute (fr)
(f) Plazidia : Placidia (es), Placidia (fr)
(m) Plazido : Placide (fr), Plácido (es)
(f) Plentzia
(m) Plinio : Plinio (es), Pline (fr)
(m) Plotino : Plotino (es), Plotin (fr)
(m) Plutarko : Plutarco (es), Plutarque (fr)
(m) Pluto : Ploutos (fr), Plutus (fr), Pluto (es)
(m) Pluton : Pluton (fr), Plutón (es)
(f) Pobeña
(f) Poio
(f) Poiu
(m) Polen : Florian (fr), Florián (es)
(f) Polentze : Florence (fr), Florencia (es)
(m) Polentzi : Florencio (es), Florent (fr)
(m) Polibio : Polibio (es), Polybe (fr)
(m) Polignoto : Polignoto (es), Polygnote (fr)
(m) Polikarpo : Policarpo (es), Polycarpe (fr)
(m) Poliklito : Policleto (es), Polyclète (fr)
(f) Polimnia : Polymnie (fr), Polimnia (es)
(m) Polinizes : Polynice (fr), Polinices (es)
(m) Polion : Polión (es), Pollion (fr)
(m) Polux : Pollux (fr), Pólux (es)
(f) Pomona : Pomone (fr), Pomona (es)
(m) Ponpeio : Pompeyo (es), Pompée (fr)
(m) Ponponio : Pomponius (fr), Pomponio (es)
(m) Pontziano : Ponciano (es), Pontien (fr)
(m) Pontzio : Ponce (fr), Poncio (es)
(f) Popea : Popea (es), Poppée (fr)
(m) Porfirio : Porfirio (es), Porphyre (fr)
(m) Portsena : Porsena (es), Porsenna (fr)
(m) Poseidon : Poséidon (fr), Poseidón (es)
(m) Posidonio : Posidonio (es), Posidonius (fr)
(m) Postumo : Póstumo (es), Postumus (fr)
(f) Poza
(f) Pozkari : Consuelo (es)
(m) Praisku : Francisco (es), François (fr)
(m) Praxiteles : Praxíteles (es), Praxitèle (fr)
(m) Presebal
(m) Priamo : Priam (fr), Príamo (es)
(m) Priapo : Priape (fr), Príapo (es)
(m) Probo : Probo (es), Probus (fr)
(m) Prokrustes : Procuste (fr), Procruste (fr), Procusto (es)
(m) Prometeo : Prométhée (fr), Prometeo (es)
(m) Propertzio : Propercio (es), Properce (fr)
(f) Proserpina : Proserpine (fr), Proserpina (es)
(m) Protagoras : Protágoras (es), Protagoras (fr)
(m) Proteo : Protée (fr), Proteo (es)
(m) Protogenes : Protógenes (es), Protogénès (fr)
(f) Prudentzia : Prudence (fr), Prudencia (es)
(m) Prudentzio : Prudencio (es), Prudent (fr)
(f) Psike : Psyché (fr), Psique (es)
(m) Ptolomeo : Tolomeo (es), Ptolémée (fr)
(f) Pui
(m) Pupieno : Pupieno (es), Pupien (fr)
(m) Purdentzi : Prudencio (es), Prudent (fr)
(f) Puskene

## R
(m) Radamanto : Rhadamanthe (fr), Radamantis (es), Radamanto (es)
(m) Rafael : Rafael (es), Raphaël (fr)
(f) Rafaela : Rafaela (es), Raphaëlle (fr)
(m) Raimundo : Raimundo (es), Raymond (fr)
(f) Rakel : Rachel (fr), Raquel (es)
(m) Raul : Raoul (fr), Raúl (es)
(f) Rea : Rhéa (fr), Rea (es)
(f) Rea : Silvia : Rhea : Silvia (fr), Rea : Silvia (es)
(f) Rebeka
(m) Regulo : Régulo (es), Regulus (fr)
(m) Remigio : Rémi (fr), Remigio (es)
(m) Remo : Remus (fr), Remo (es)
(m) Rikardo : Ricardo (es), Richard (fr)
(m) Rizimer : Ricimero (es), Ricimer (fr)
(m) Roberto : Robert (fr), Roberto (es)
(m) Roke : Roch (fr), Roque (es)
(m) Romulo : Romulus (fr), Rómulo (es)
(f) Roxane : Roxane (es), Roxane (fr)
(f) Rufina : Rufina (es), Rufine (fr)
(m) Rufino : Rufin (fr), Rufino (es)
(m) Rufo : Rufo (es), Rufus (fr)

## S
(f) Sabada
(m) Sabat
(m) Sabin : Sabin (fr), Sabino (es)
(f) Sabina : Sabina (es), Sabine (fr)
(f) Sabiñe : Sabina (es), Sabine (fr)
(m) Sabiniano : Sabiniano (es), Sabinien (fr)
(m) Sabino : Sabin (fr), Sabino (es)
(m) Safo : Safo (es), Sapho (fr)
(f) Sagarduia
(f) Sagrari
(m) Sahats
(f) Saioa
(m) Salbatore : Salvador (es), Sauveur (fr)
(f) Sallurtegi
(m) Salusti
(m) Salustio : Salustio (es), Salluste (fr)
(f) Sandora
(m) Sanduru : Santos (es), Toussaint (fr)
(f) Santsa : Sancha (es)
(m) Santso : Sanche (fr), Sancho (es)
(m) Santsol
(m) Santuru : Santos (es), Toussaint (fr)
(f) Santxa : Sancha (es)
(m) Santxo : Sanche (fr), Sancho (es)
(f) Santzia : Sancha (es)
(m) Santzo
(f) Sara
(f) Sarabe
(m) Sarbil
(f) Sarria
(m) Sastoi
(m) Satordi : Saturnin (fr), Saturnino (es)
(m) Saturdi : Saturnin (fr), Saturnino (es)
(f) Saturene
(f) Saturnina
(f) Saturniñe
(m) Saturno : Saturne (fr), Saturno (es)
(m) Saustin : Sebastián (es), Sébastien (fr)
(f) Saustitza : Sebastiana (es), Sébastiane (fr), Sébastienne (fr)
(f) Sebastene : Sebastiana (es), Sébastiane (fr), Sébastienne (fr)
(m) Sebastia : Sebastián (es), Sébastien (fr)
(m) Sebastian : Sebastián (es), Sébastien (fr)
(f) Sebastiana : Sebastiana (es), Sébastiane (fr), Sébastienne (fr)
(m) Sebastie
(m) Seber : Sever (fr), Severo (es)
(m) Seberino : Séverin (fr), Severino (es)
(f) Segunda : Seconde (fr), Segunda (es)
(m) Segundo : Second (fr), Segundo (es)
(m) Sein
(m) Sejano : Sejano (es), Séjan (fr)
(f) Sekunde : Seconde (fr), Segunda (es)
(f) Sekundina : Secundina (es), Secondine (fr)
(m) Sekundino : Secundino (es), Secondin (fr)
(m) Selatse
(f) Selene : Sélènè (fr), Selene (es)
(m) Seme
(m) Semeko
(f) Semele : Sémélè (fr), Sémele (es)
(f) Semena
(f) Semendia
(m) Semenko
(m) Semeno
(f) Semera
(m) Semero
(m) Sendoa
(f) Señe : Inocente (es)
(m) Seneka : Séneca (es), Sénèque (fr)
(m) Senen
(m) Seniko
(m) Septimio : Septimio (es), Septime (fr)
(m) Serafin : Serafín (es), Séraphin (fr)
(f) Serafina : Serafina (es), Seraphine (fr)
(m) Sergio : Serge (fr), Sergio (es)
(m) Sertorio : Sertorio (es), Sertorius (fr)
(m) Servio : Servio (es), Servius (fr)
(m) Severino : Severino (es), Séverin (fr)
(m) Severo : Severo (es), Sever (fr)
(m) Sigismundo : Segismundo (es), Sigismond (fr)
(m) Sila : Sila (es), Sylla (fr)
(m) Silban : Silvain (fr), Silvano (es)
(f) Silbane : Silvana (es), Sylvaine (fr)
(f) Silbe : Silvia (es), Sylvie (fr)
(m) Silbestre
(f) Silbia : Silvia (es), Sylvie (fr)
(m) Sileno : Silène (fr), Sileno (es)
(f) Sililla
(m) Silvano : Silvain (fr), Silvano (es)
(m) Silverio : Silverio (es), Silvère (fr)
(m) Silvestre : Silvestre (es), Sylvestre (fr)
(f) Silvia : Silvia (es), Sylvie (fr)
(m) Simako : Símaco (es), Symmaque (fr)
(m) Simon : Simon (fr), Simón (es)
(f) Simona : Simona (es), Simone (fr)
(f) Simone : Simona (es), Simone (fr)
(m) Simonides : Simónides (es), Simonide (fr)
(m) Sinplizio : Simplicio (es), Simplice (fr)
(m) Sirizio : Siricio (es), Sirice (fr)
(m) Sisifo : Sisyphe (fr), Sísifo (es)
(m) Sisinio : Sisinio (es), Sisinnius (fr)
(m) Sixto : Sixto (es), Sixte (fr)
(f) Sofia : Sofía (es), Sophie (fr)
(m) Sofokles : Sófocles (es), Sophocle (fr)
(f) Soiartze
(f) Sokorri : Socorro (es)
(m) Sokrates : Sócrates (es), Socrate (fr)
(m) Solon : Solón (es), Solon (fr)
(f) Soraluze
(f) Sorauren
(f) Sorkunde : Concepción (es)
(f) Sorne : Concepción (es)
(f) Sorospen : Socorro (es)
(f) Sostitza
(m) Sotero : Sotero (es), Soter (fr)
(m) Sotil
(f) Sua
(m) Suetonio : Suetonio (es), Suétone (fr)
(m) Sugar
(m) Sugoi
(m) Sukil
(m) Sula : Sulla (fr), Sula (es)
(m) Sulpizio : Sulpicio (es), Sulpice (fr)
(f) Susana (en) : Susana (es), Suzanne (fr)
(f) Susane : Susana (es), Suzanne (fr)
(m) Sustraitz

## T
(m) Tadeo : Tadeo (es), Thaddée (fr)
(f) Tais : Tais (es), Thaïs (fr)
(f) Tala
(f) Tales : Tales (es), Thalès (fr)
(f) Talia : Thalie (fr), Talía (es)
(m) Tantalo : Tantale (fr), Tántalo (es)
(f) Taresa : Teresa (es), Thérèse (fr)
(f) Tarkino : Tarquino (es)
(f) Tarpeia : Tarpeia (fr), Tarpeya (es)
(m) Tazio : Tatius (fr), Tacio (es)
(f) Tazito : Tácito (es), Tacite (fr)
(f) Tekale : Tecla (es), Thècle (fr)
(f) Tekla : Tecla (es), Thècle (fr)
(m) Telesforo : Telesforo (es), Télesphore (fr)
(m) Tello : Tello (es)
(m) Tellu
(m) Telmo
(f) Temis : Thémis (fr), Temis (es)
(f) Temistokles : Temístocles (es), Thémistocle (fr)
(f) Teodato : Teodato (es), Théodat (fr)
(f) Teodora : Teodora (es), Théodora (fr)
(m) Teodoro : Teodoro (es), Théodore (fr)
(f) Teodosio : Teodosio (es), Théodose (fr)
(m) Teofilo : Teófilo (es), Téophile (fr)
(f) Teofrasto : Teofrasto (es), Théophraste (fr)
(m) Teognis : Teognis (es), Theognis (fr)
(m) Teokrito : Teócrito (es), Théocrite (fr)
(m) Teoponpo : Teopompo (es), Théopompe (fr)
(f) Teperua
(m) Terentzio : Terencio (es), Térence (fr)
(f) Teresa : Teresa (es), Thérèse (fr)
(f) Terese : Teresa (es), Thérèse (fr)
(m) Terpandro : Terpandro (es), Terpandre (fr)
(f) Terpsikore : Terpsichore (fr), Terpsícore (es)
(m) Tertuliano : Tertuliano (es), Tertullien (fr)
(m) Teseo : Thésée (fr), Teseo (es)
(m) Tespis : Tespis (es), Thespis (fr)
(f) Tetis : Téthys (fr), Tetis (es)
(f) Tetxa
(m) Tibalt
(m) Tiberio : Tiberio (es), Tibère (fr)
(m) Tibulo : Tibulo (es), Tibulle (fr)
(m) Tiburtzio : Tiburce (fr), Tiburcio (es)
(m) Tiestes : Thyeste (fr), Tiestes (es)
(m) Tigranes : Tigranes (es), Tigrane (fr)
(m) Timeo : Timeo (es), Timée (fr)
(m) Timoleon : Timoleón (es), Timoléon (fr)
(m) Timoteo : Timoteo (es), Timothée (fr)
(m) Tindaro : Tyndare (fr), Tíndaro (es)
(m) Tiresias : Tirésias (fr), Tiresias (es)
(m) Tirteo : Tirteo (es), Tyrtée (fr)
(f) Tirtsa
(f) Tirtse : Tirsa (es)
(m) Tito : Tite (fr), Tito (es)
(m) Todor : Teodoro (es), Théodore (fr)
(f) Toloño
(m) Tomas : Thomas (fr), Tomás (es)
(f) Tomasi : Tomasa (es)
(f) Tome : Tomasa (es)
(m) Toribio : Toribio (es), Turibe (fr)
(f) Torkazarra
(m) Torkuato : Torcuato (es), Torquat (fr)
(f) Tosea
(f) Tota
(f) Totakoxe
(m) Trajano : Trajano (es), Trajan (fr)
(m) Trasibulo : Trasíbulo (es), Thrasybule (fr)
(f) Trinitate : Trinidad (es)
(m) Tristan
(m) Triton : Triton (fr), Tritón (es)
(m) Trofonio : Trophonios (fr), Trofonio (es)
(m) Tulio : Tullius (fr), Tulio (es)
(m) Tulo : Tulo (es), Tullus (fr)
(f) Tutera
(m) Tuzidides : Tucídides (es), Thucydide (fr)
(f) Txabarri
(m) Txaran
(m) Txarles : Carlos (es), Charles (fr)
(m) Txatxel
(f) Txerran
(m) Txipi
(m) Txirrita
(m) Txomin : Domingo (es), Dominique (fr)
(f) Txopeitza
(m) Txordon
(f) Txori
(m) Txurdin
(m) Txurio

## U
(f) Uba
(f) Ubaga
(f) Ubarriaran
(m) Ubeltso
(f) Uda
(m) Udalatx
(f) Udane
(f) Udara
(f) Udiarraga
(f) Udotz
(f) Ugarana
(f) Ugazi
(f) Ugo
(m) Ugutz : Baptiste (fr), Bautista (es)
(f) Uguzne
(m) Uhaitz
(m) Ukerdi
(f) Ula
(m) Ulpiano : Ulpiano (es), Ulpien (fr)
(m) Umandi
(m) Unai
(f) Unaisa : Pastora (es)
(f) Unañe : Pastora (es)
(f) Unbe
(f) Untza
(m) Untzalu : Gonzale (fr), Gonzalo (es)
(f) Untzizu
(m) Ur
(f) Urabain
(f) Uraburu
(f) Uralde
(f) Urania : Uranie (fr), Urania (es)
(m) Urano : Uranie (fr), Urano (es)
(f) Urarte
(m) Urbano : Urbain (fr), Urbano (es)
(f) Urbasa
(f) Urbe
(f) Urbia
(f) Urdaiaga
(m) Urdin
(f) Urdiña
(m) Urdinso
(m) Urdintxo
(f) Urduña
(f) Uria
(f) Uriarte
(f) Uribarri
(f) Urieta
(f) Uritz
(f) Urizaharra
(f) Urizar
(m) Urki
(f) Urkia
(m) Urko
(f) Uronea
(f) Urraka
(f) Urrana
(f) Urrategi
(f) Urrea
(f) Urretxa
(f) Urrexola
(f) Urrialdo
(f) Urrika
(f) Urrotz
(f) Urruña
(m) Urtats
(m) Urtsin
(f) Urtsiñe : Ursina (es)
(f) Urtsua
(f) Urtsuia
(f) Urtsula : Úrsula (es), Ursule (fr)
(m) Urtun
(f) Urtune
(f) Urtza
(m) Urtzi
(f) Urtzia
(f) Urzuri
(f) Usoa
(m) Usun
(f) Usune
(f) Utarso
(m) Utxin
(f) Uxue
(m) Uztai
(m) Uztail
(f) Uztaritze
(m) Uzturre
(f) Uzuri

## V
(m) Valente : Valente (es), Valens (fr)
(m) Valentin : Valentín (es), Valentin (fr)
(f) Valentina : Valentina (es), Valentine (fr)
(m) Valentiniano : Valentiniano (es), Valentinien (fr)
(m) Valeriano : Valeriano (es), Valérien (fr)
(m) Valerio : Valerio (es), Valére (fr)
(m) Varo : Varo (es), Varus (fr)
(m) Varron : Varrón (es), Varron (fr)
(m) Vegezio : Vegecio (es), Végèce (fr)
(m) Veleio : Veleio (es), Velleius (fr)
(m) Venantzio : Venancio (es), Venant (fr)
(f) Venus : Vénus (fr), Venus (es)
(m) Vero : Vero (es), Verus (fr)
(f) Veronika : Verónica (es), Véronique (fr)
(m) Verres : Verres (es), Verrès (fr)
(m) Vertzingetorix : Vercingetorix (es), Vercingetórix (fr)
(m) Vespasiano : Vespasiano (es), Vespasien (fr)
(f) Vesta : Vesta (fr), Vesta (es)
(m) Vianney : Vianney (fr), Vianney (es)
(m) Vigilio : Vigilio (es), Vigile (fr)
(m) Viktor : Victor (fr), Víctor (es)
(f) Viktoria : Victoire (fr), Victoria (es)
(m) Viktoriano
(m) Virgilio : Virgilio (es), Virgile (fr)
(f) Virginia : Virginia (es), Virginie (fr)
(m) Viriato : Viriato (es), Viriathe (fr)
(m) Vitaliano : Vitaliano (es), Vitalien (fr)
(m) Vitelio : Vitelio (es), Vitellius (fr)
(m) Vitruvio : Vitruvio (es), Vitruve (fr)
(m) Vulkano : Vulcain (fr), Vulcano (es)

## X
(f) Xabadin : Sabina (es), Sabine (fr)
(m) Xabat
(m) Xabier : Javier (es), Xavier (fr)
(f) Xabierra : Javiera (es), Xaviere (fr)
(m) Xalbador
(f) Xelina
(f) Xemein
(m) Xenofanes : Jenófanes (es), Xénophane (fr)
(m) Xenofonte : Jenofonte (es), Xénophon (fr)
(m) Xenokrates : Jenócrates (es), Xénocrate (fr)
(m) Xenpelar
(m) Xerxes : Jerjes (es), Xerxès (fr)
(f) Ximena
(f) Xixili
(m) Xuban
(f) Xubero
(f) Xurdana
(m) Xurio

## Y
(f) Yera

## Z
(f) Zabal
(f) Zabalate
(f) Zabaleta
(m) Zain
(f) Zaiñe : Patrocinio (es)
(f) Zaita
(m) Zakari : Zacarías (es), Zacharie (fr)
(m) Zakarias : Zacarías (es), Zacharie (fr)
(m) Zalakain
(m) Zaldubi
(f) Zalgize
(f) Zaloa
(f) Zamartze
(f) Zañe : Patrocinio (es)
(f) Zaraitzu
(f) Zeberiogana
(m) Zefalo : Céphale (fr), Céfalo (es)
(m) Zeferino : Ceferino (es), Zéphyrin (fr)
(m) Zefiro : Zéphyr (fr), Céfiro (es)
(m) Zeian
(f) Zeiane
(f) Zeita
(m) Zekondi : Secondin (fr), Secundino (es)
(m) Zeledon : Célédon (fr), Celedonio (es)
(m) Zelestino : Célestin (fr), Celestino (es)
(f) Zelia : Celia (es), Célie (fr)
(f) Zeltsa : Celsa (es)
(m) Zeltso : Celse (fr), Celso (es)
(f) Zenobia : Zenobia (es), Zénobie (fr)
(m) Zenon : Zenón (es), Zenón (fr)
(m) Zerbero : Cerbère (fr), Cerbero (es), Cancerbero (es)
(f) Zeres : Céres (fr), Ceres (es)
(m) Zernin : Saturnin (fr), Saturnino (es)
(f) Zerua
(m) Zesar : César (fr), César (es)
(m) Zeus : Zeus (fr), Zeus (es)
(m) Zeuxis : Zeuxis (es), Zeuxis (fr)
(f) Zezilia : Cécile (fr), Cecilia (en) (es)
(m) Zezilio : Cecilio (es)
(f) Zibele : Cybèle (fr), Cibeles (es)
(f) Ziboze
(m) Zigor
(f) Zikuñaga
(m) Zilar
(f) Zilia
(m) Zimon : Cimón (es), Cimon (fr)
(m) Zina : Cinna (es), Cinna (fr)
(m) Zineas : Cineas (es), Cinéas (fr)
(m) Zintzinato : Cincinato (es), Cincinnatus (fr)
(f) Ziortza
(m) Zipiro : Cipriano (es), Cyprien (fr)
(m) Zipriano : Cipriano (es), Cyprien (fr)
(m) Zipselo : Cipselo (es), Cypsélos (fr)
(m) Zirilo : Cirilo (es), Cyrille (fr)
(m) Ziro : Ciro (es), Cyrus (fr)
(f) Zirtze : Circé (fr), Circe (es)
(f) Zita
(m) Ziti
(m) Zivilis : Civilis (es), Civilis (fr)
(m) Zizeron : Cicerón (es), Cicéron (fr)
(f) Zohardi
(f) Zoihartze
(m) Zoil
(f) Zoila
(m) Zoilo : Zoilo (es), Zoïle (fr)
(m) Zorion
(f) Zorione
(m) Zosimo : Zosime (fr), Zósimo (es)
(f) Zuberoa
(f) Zufiaurre
(m) Zuhaitz
(f) Zuhaitza
(f) Zuhatza
(f) Zuhatzola
(m) Zuhur : Prudencio (es), Prudent (fr)
(f) Zuhurne : Prudence (fr), Prudencia (es)
(f) Zuhurtzia : Prudence (fr), Prudencia (es)
(f) Zuia
(f) Zulema
(f) Zumadia
(f) Zumadoia
(f) Zumaia
(f) Zumalburu
(m) Zunbeltz
(m) Zuri
(f) Zuria : Blanca (es), Blanche (fr)
(f) Zuriñe : Blanca (es)
(f) Zurixe
(f) Zutoia : Pilar (es)
(f) Zutza
(m) Zuzen : Just (fr), Justo (es)
(f) Zuzene : Justa (es)